# باتاغونيا
بَتغُونِيَة أو بتغونيا أو باتاغونيا (بالإسبانية: Patagonia)‏ (تلفظ بالإسبانية: ‎/pataˈɣonja/‏) هي منطقة طبيعية ذات كثافة سكانية منخفضة في الطرف الجنوبي من أمريكا الجنوبية، تحكمها الأرجنتين وتشيلي، تضم المنطقة القسم الجنوبي من جبال الأنديز والبحيرات والمضايق والأنهار الجليدية في الغرب والصحاري وأراضي المائدة والسهوب في الشرق. يحد بتغونية المحيط الهادئ من الغرب، والمحيط الأطلسي من الشرق، والعديد من المسطحات المائية التي تربطها، مثل مضيق ماجلان، وقناة بيغل، وممر دريك إلى الجنوب. ليس لديها حدود شمالية متفق عليها ففي الأرجنتين تسوقها الدولة سياحيا إلى حد خط عرض (-37 / -40)، بينما في تشيلي تسوقها الدولة سياحيا إلى حد خط عرض (-42 / -44)، في حين يعتبر نهرا كولورادو وبارانكاس، اللذان يمتدان من جبال الأنديز إلى المحيط الأطلسي، عمومًا الحد الشمالي من الأرجنتين بتغونية. يُضمن أرخبيل أرض النار أحيانًا كجزء من بتغونية. يحدد معظم الجغرافيين والمؤرخين الحد الشمالي لبتغونية التشيلية في فالق هوينكول، في إقليم أروكانيا.
كانت بتغونية في وقت وصول الإسبان مأهولة بالعديد من القبائل الأصلية. في جزء صغير من شمال بتغونية، كان السكان الأصليون يمارسون الزراعة، بينما في الأراضي المتبقية، كانت الشعوب تعيش على الصيد، يسافرون سيرًا على الأقدام في شرق بتغونية أو عن طريق الزورق المخبأ ودالكا في المضايق والقنوات. في الحقبة الاستعمارية، تبنت الشعوب الأصلية في شمال شرق بتغونية أسلوب حياة الخيالة. في حين أن اهتمام الإمبراطورية الإسبانية كان أساسًا هو إبعاد القوى الأوروبية الأخرى عن بتغونية، بدأت تشيلي والأرجنتين المستقلتان في استعمار الإقليم ببطء على مدار القرن التاسع عشر وأوائل القرن العشرين. أدت هذه العملية إلى انخفاض عدد السكان الأصليين، الذين تعطلت حياتهم وموائلهم، بينما استقر في نفس الوقت الآلاف من الأوروبيين والأرجنتينيين والتشيليين والبر الرئيسيين في بتغونية. تكررت النزاعات الحدودية بين الأرجنتين وتشيلي في القرن العشرين. باستثناء الحدود على طول حقل الجليد الجنوبي بتغونية، وقد سُويت حاليًا جميع هذه النزاعات.
يدور الاقتصاد المعاصر لشرق بتغونية حول تربية الأغنام واستخراج النفط والغاز، بينما يهيمن صيد الأسماك وتربية سمك السلمون والسياحة في غرب بتغونية. ثقافيًا، بتغونية لديها تراث متنوع، بما في ذلك الكريولويين، المولدين، السكان الأصليين، والتأثيرات الأوروبية غير الأيبيرية.

## التسمية
يأتي اسم بتغونية من كلمة باتاغون [الإنجليزية]. استخدم ماجلان هذا المصطلح في عام 1520  م لوصف القبائل الأصلية في المنطقة، والتي اعتقدت بعثته أنهم عمالقة. ويُعتقد الآن أن الأشخاص الذين أسماهم باتاغون هم شعب التيهوليش، الذين كانوا يميلون إلى أن يكونوا أطول من الأوروبيين في ذلك الوقت. لاحظ الباحث الأرجنتيني ميغيل دورا أن اسم بتغونية ربما مشتق من المنطقة اليونانية القديمة لتركيا الحديثة المسماة بافلاغونيا، وهي موطن محتمل لشخصية الباتاغون في الرومانسية الفروسية بريماليون المطبوعة عام 1512  م، وذلك قبل 10 سنوات من وصول ماجلان إلى هذه الأراضي الجنوبية. نُشرت هذه الفرضية في 2011 في تقرير «المراجعة الجديدة لفلسفة اللغة الإسبانية».
تعود أصول أسماء العديد من الأماكن في أرخبيل شيلوي إلى لغة الشونو على الرغم من أن اللغة الأصلية الرئيسية للأرخبيل عند وصول الإسبان هي الفليشي. تشرح النظرية التي افترضها المؤرخ خوسيه بيريز غارسيا هذا الاعتقاد بأن شعب كونكو (المعروف أيضًا باسم Veliches) استقر في جزيرة شيلوي في عصور ما قبل الإسبان نتيجةً لضغط الهويليشيين الشماليين الذي هُجروا بدورههم بواسطة المابوتشيين. رغم أن أسماء براكين بتغونية الغربية ميتشيماهويدا وهورنوبيرين وشايتن تكونت خارج أراضي الهويليش التقليدية إلا أن لها أصولًا هويليشية.
في مقاطعة تشوبوت، تعود أصول أسماء المواقع الجغرافية الحديثة إلى الشعوب الأصلية، والمستوطنين الويلزيين، وأسماء الأماكن المرتبطة بـ «مشروع الدولة الأرجنتينية».

## تعداد السكان والمساحة
- السكان = 1 740 000 نسمة (إحصاء 2001).
- مساحة الأرض = أكثر من 900 000 كلم مربع تشمل ييرا ديل فويغو
- الكثافة السكانية = 2,21 نسمة/كم2 (0,7 نسمة/كم2 في مقاطعة سانتا كروز)[16]

### أكبر المدن
| مدينة                   | تعداد السكان               | المقاطعة / المنطقة     | بلد       |
| ----------------------- | -------------------------- | ---------------------- | --------- |
| نيوكوين                 | 377٬500(منطقة حضرية)       | مقاطعة نيوكوين         | الأرجنتين |
| تيموكو                  | 277٬529(منطقة متروبوليتان) | منطقة أراوكانيا        | تشيلي     |
| كومودورو ريفادافيا      | 182٬631                    | مقاطعة تشوبوت          | الأرجنتين |
| بويرتو مونت             | 169٬736(منطقة متروبوليتان) | منطقة لوس لاغوس        | تشيلي     |
| فالديفيا                | 150٬048                    | منطقة لوس ريوس         | تشيلي     |
| أوسورنو                 | 147٬666                    | منطقة لوس لاغوس        | تشيلي     |
| بونتا اريناس            | 123٬403                    | منطقة ماجلانيس         | تشيلي     |
| الجنرال روكا            | 120٬883                    | مقاطعة ريو نيغرو       | الأرجنتين |
| بويرتو مادرين           | 115٬353                    | مقاطعة تشوبوت          | الأرجنتين |
| سان كارلوس دي باريلوتشي | 112٬887                    | مقاطعة ريو نيغرو       | الأرجنتين |
| سانتا روزا              | 103٬241                    | مقاطعة لا بامبا        | الأرجنتين |
| تريليو                  | 97٬915                     | مقاطعة تشوبوت          | الأرجنتين |
| ريو غاليغوس             | 95٬796                     | مقاطعة سانتا كروز      | الأرجنتين |
| فيدما                   | 80٬632                     | مقاطعة ريو نيغرو       | الأرجنتين |
| أوشوايا                 | 77٬819                     | مقاطعة تييرا ديل فويغو | الأرجنتين |
| ريو غراندي              | 67٬038                     | مقاطعة تييرا ديل فويغو | الأرجنتين |
| كويهايك                 | 49٬667                     | منطقة أيسن             | تشيلي     |
| آيسكيول                 | 34٬900                     | مقاطعة تشوبوت          | الأرجنتين |

## الجغرافيا الفيزيائية

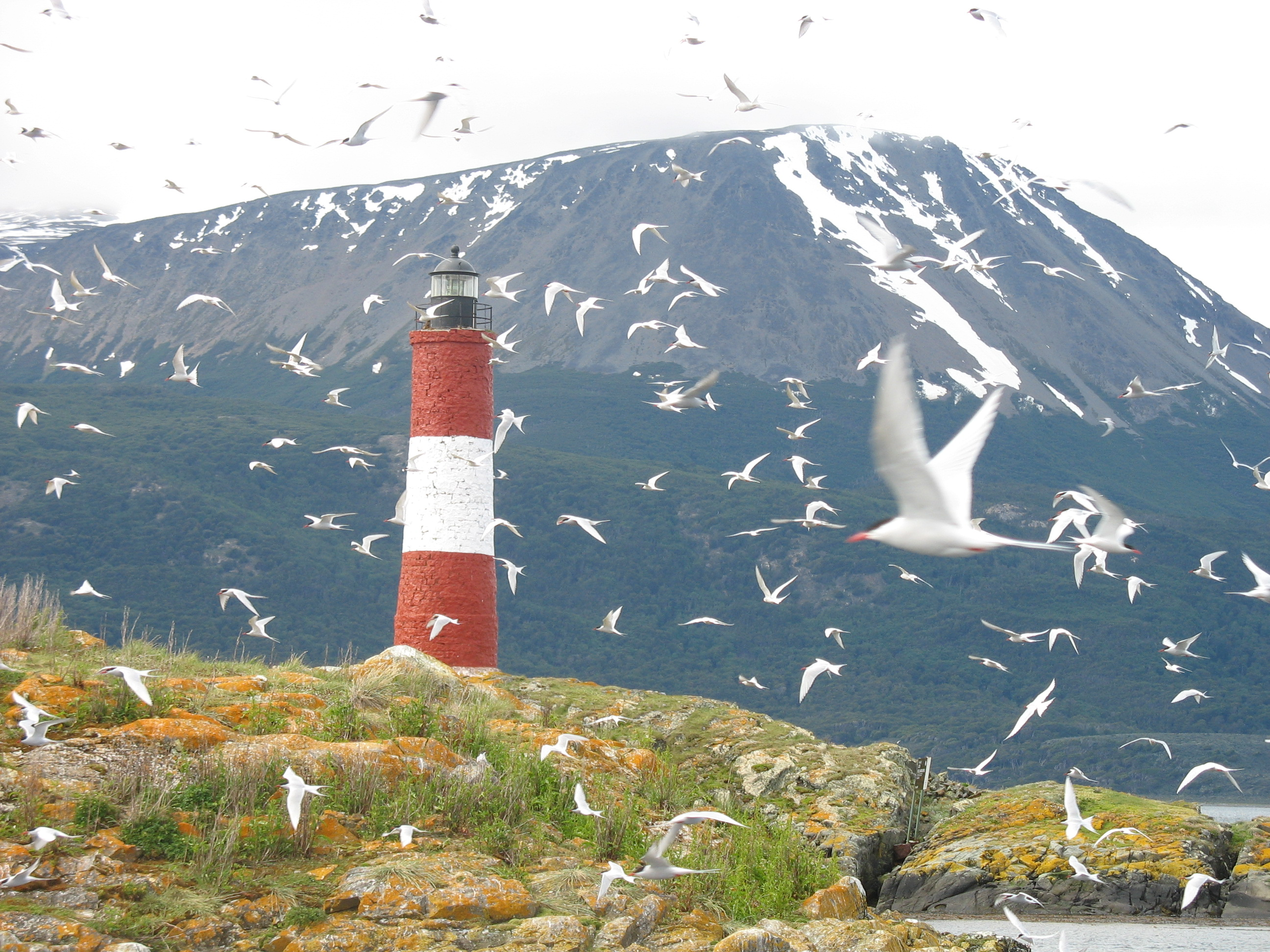
في المقدمة الطيور البحرية ومنارة لي إيكليرور مع ارتفاع الجبل في الخلفية

الجزء الأكبر من بتغونية الأرجنتينية عبارة عن منطقة السهوب تشبه السهول، ترتفع في سلسلة متوالية من 13 مصطبة شديدة الإنحدار إلى نحو 100 متر (330 قدم) دفعةً واحدةً، ومغطى بفرشة ضخمة من الحصى وشبه عارية من الغطاء النباتي. يوجد في تجاويف السهول برك أو بحيرات من المياه العذبة وأخرى شديدة الملوحة. تفسح الحصى نحو الأراضي التشيلية المجال أمام الصخر السماقي والجرانيت والبازلت، كما أن الحياة الحيوانية تصبح أكثر وفرة. الغطاء النباتي بالمنطقة أكثر وفرة، ويتكون أساسًا من خشب الزان الجنوبي والصنوبريات. يؤدي هطول الأمطار الغزيرة على جبال الأنديز الغربية وانخفاض درجات حرارة سطح البحر في الخارج إلى ظهور كتل هوائية باردة ورطبة، مما يساهم في تشكل حقول الجليد والأنهار الجليدية، وهي أكبر الحقول الجليدية في نصف الكرة الجنوبي خارج القارة القطبية الجنوبية.
من بين المنخفضات التي تتقاطع معها الهضبة بشكل عرضي، أهمها هي غواليتشو [الإنجليزية]، جنوب نهر نيغرو، وماكوينشاو [الإنجليزية] وفالتشيتا [الإنجليزية](1)، ونهر سنجوير(2)، نهر ديسيدو [الإنجليزية]. إلى جانب هذه المنخفضات المستعرضة(2)، احتلت البحيرات الواسعة المنخفضات الأخرى مثل بحيرة ياجتو وبحيرة موسترز [الإنجليزية] وبحيرة كولهو هوابي [الإنجليزية]، وأخرى تقع جنوب بويرتو ديسيدو في وسط البلاد. 
تسببت الانفجارات البركانية عبر جزء كبير من بتغونية شرق جبال الأنديز في تكوين هضاب الحمم البازلتية خلال حقبة الحياة الحديثة. هذه الهضاب من أعمار مختلفة مع أقدم موقع لها تكون في عصر النيوجين والباليوجين، حيث تقع على ارتفاعات أعلى من هضاب الحمم البليستوسينية والهولوسينية والنتوءات البارزة.

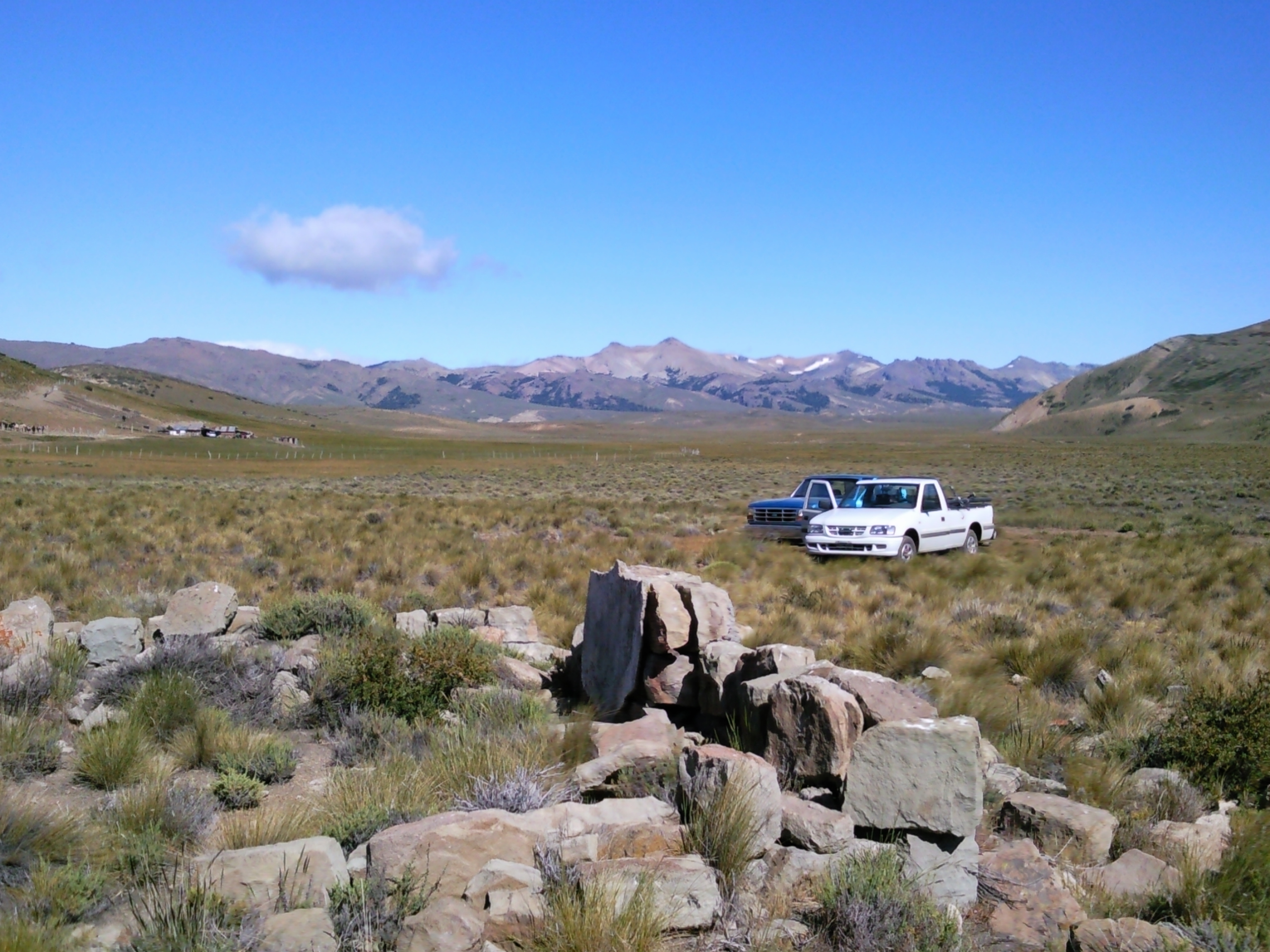
مقاطعة ريو نيغرو

تسبب التآكل، الذي يحدث أساسًا بسبب الذوبان المفاجئ للجليد وانحساره بمساعدة التغيرات التكتونية، في حدوث انخفاض طولي عميق، وأفضل دليل على ذلك عند التلامس مع الصخور الطباشيرية المطوية، والتي رفعها الجرانيت في حقب الحياة الحديثة. يفصل عمومًا الهضبة عن التلال البارزة الأولى، والتي يُطلق على تلالها عمومًا اسم ما قبل كورديليرا. إلى الغرب من هذه التلال، يمتد منخفض طولي مماثل على طول سفح جبال الأنديز الثلجية. يحتوي هذا المنخفض الأخير على أغنى وأخصب أراضي بتغونية. كما حُفرت أحواض البحيرات على طول كورديليرا تدريجيًا عن طريق مجاري الجليد، بما في ذلك بحيرة أرجنتينو وبحيرة فاغنانو، بالإضافة إلى الخلجان الساحلية مثل باهيا إنتيل [الإنجليزية].

### جيولوجيا
اقترح فالق هوينكول [الإنجليزية] حدًا جيولوجيًا لبتغونية، والذي شكل انقطاعًا رئيسيًا. يقطع الفالق البنى المختلفة بما في ذلك تكون جبال البامبين الموجود في الشمال. تتغير أعمار الصخور الأساسية فجأة عبر الفالق. ذُكرت التناقضات بين الجيولوجيين حول أصل اليابسة بتغونية، فقد اقترح فيكتور راموس أن يابسة بتغونية نشأت على شكل تضاريس تيرانية انفصلت عن القارة القطبية الجنوبية ورست في أمريكا الجنوبية من 250 إلى 270 ميا في العصر البرمي. ترفض دراسة عام 2014 أجراها ر. ج. بانكهورست [الإنجليزية] وزملاؤه في العمل أي فكرة عن تنقل بتغونية بعيدا، زاعمين أنها من المحتمل أن تكون شبه أصلية النشأة (قريبة).
كشفت رواسب حقبة الحياة الوسطى وحقبة الحياة الحديثة عن أكثر الحيوانات الفقارية إثارة للاهتمام. هذا، جنبًا إلى جنب مع اكتشاف الجمجمة المثالية لشيلوني من جنس نيولامة، والذي يتطابق تقريبًا مع Ninjemys oweni في العصر الحديث الأقرب في كوينزلاند، يشكل دليلاً واضحًا على العلاقة بين قارات أستراليا وأمريكا الجنوبية. ينتمي نيولاميا بتغونية إلى تكوين سارمينتي. عُثر على مستحاثات أرجنتينوصور منتصف العصر الطباشيري، والتي قد تكون الأكبر من بين جميع الديناصورات، في بتغونية، ويزين نموذج بياتنيتسكيصور من العصر الجوراسي مدخل مطار تريليو(4). أُبلغ عن احتواء تكوين الجوراسي الأوسط لوس مولس وتكوين الجوراسي المتأخر الأكثر ثراءً (التيثوني) وأوائل العصر الطباشيري (البرياسي) فاكا مويرتا في حوض نيوكوين على احتياطيات ضخمة من الهيدروكربون (غاز في معظمها في لوس مولس، الغاز والنفط في Vaca Muerta) يمكن الوصول إليها جزئيًا من خلال التكسير الهيدروليكي. ومن العينات الأخرى من الحيوانات المثيرة للاهتمام في بتغونية، التي تنتمي إلى العصر الحجري القديم الأوسط، هي الطيور العملاقة عديمة الأجنحة، التي يتجاوز حجمها أي حجم معروف حتى الآن، والثدييات المفردة بيروتيريوم، وهي أيضًا ذات أبعاد كبيرة جدًا. اكتشفت أعداد كبيرة من الحيتانيات في التكوين البحري في حقب الحياة الحديثة.
خلال العصر الأوليغوسيني والميوسيني المبكر، تعرضت مساحات شاسعة من بتغونية لتجاوز بحري، ربما يكون قد ربط مؤقتًا بين المحيطين الهادئ والأطلسي، كما يُستدل من اكتشافات حفريات اللافقاريات البحرية في كل من الأطلسي والمحيط الهادئ في تكوين لا كاسكادا. كان من الممكن أن يحدث الاتصال من خلال ممرات بحرية ملحمية وضيقة شكلت قنوات في تضاريس متقطعة. بدأت الصفيحة القطبية الجنوبية في الاندساس تحت أمريكا الجنوبية قبل 14 مليون سنة في العصر الميوسيني، مشكّلة مفرق تشيلي الثلاثي. في البداية، انغمست صفيحة القطب الجنوبي فقط في أقصى جنوب بتغونية، مما يعني أن تقاطع تشيلي الثلاثي كان يقع بالقرب من مضيق ماجلان. عندما أصبح الجزء الجنوبي من صفيحة نازكا ومرتفعات تشيلي مستهلكًا عن طريق الاندساس، بدأت المناطق الواقعة في أقصى الشمال من الصفيحة القطبية الجنوبية في الاندساس أسفل بتغونية بحيث تقدم تقاطع تشيلي الثلاثي إلى الشمال بمرور الوقت. أدت نافذة الغلاف الموري (البلاطة) المرتبطة بالوصلة الثلاثية إلى اضطراب الأنماط السابقة للحمل الحراري في الوشاح أسفل بتغونية مما أدى إلى ارتفاع حوالي 1 كم التي قلبت التدخلات الميوسينية.

## التقسيمات السياسية
على مستوى الولاية، تحتل بتغونية مساحة داخل بلدين: 10٪ في تشيلي و90٪ في الأرجنتين. نظم كلا البلدين أراضي بتغونية الخاصة بهما في تقسيمات فرعية إدارية غير متكافئة: مقاطعات وإدارات [الإنجليزية] في الأرجنتين، بالإضافة إلى أقاليم ومحافظات [الإنجليزية] وبلديات [الإنجليزية] في تشيلي. بما أن تشيلي دولة موحدة، فإن التقسيمات الإدارية من المستوى الأول - المناطق - تتمتع بقدر أقل بكثير من الاستقلال الذاتي من المقاطعات الأرجنتينية المماثلة. انتخبت المقاطعات الأرجنتينية حكامًا ومجالس تشريعية، في حين أن المناطق التشيلية لديها مراقبون معينون من الحكومة.
مقاطعات بتغونية في الأرجنتين هي لا بامبا ونيوكوين وريو نيغرو وتشوبوت وسانتا كروز وتيرا ديل فويغو. يمكن أيضًا اعتبار الجزء الجنوبي من مقاطعة بوينس آيرس جزءًا من بتغونية.
الأقاليم التشيلية التي تقع بالكامل داخل بتغونية بلا منازع هما الإقليمين آيسن وماجلان. تقع محافظة بالينا [الإنجليزية]، وهي جزء من إقليم لوس لاغوس، داخل بتغونية. وفقًا لبعض التعريفات، فإن أرخبيل تشيلوي وبقية إقليم لوس لاغوس وجزء من إقليم لوس ريوس هي أيضًا جزء من بتغونية.

## المناخ

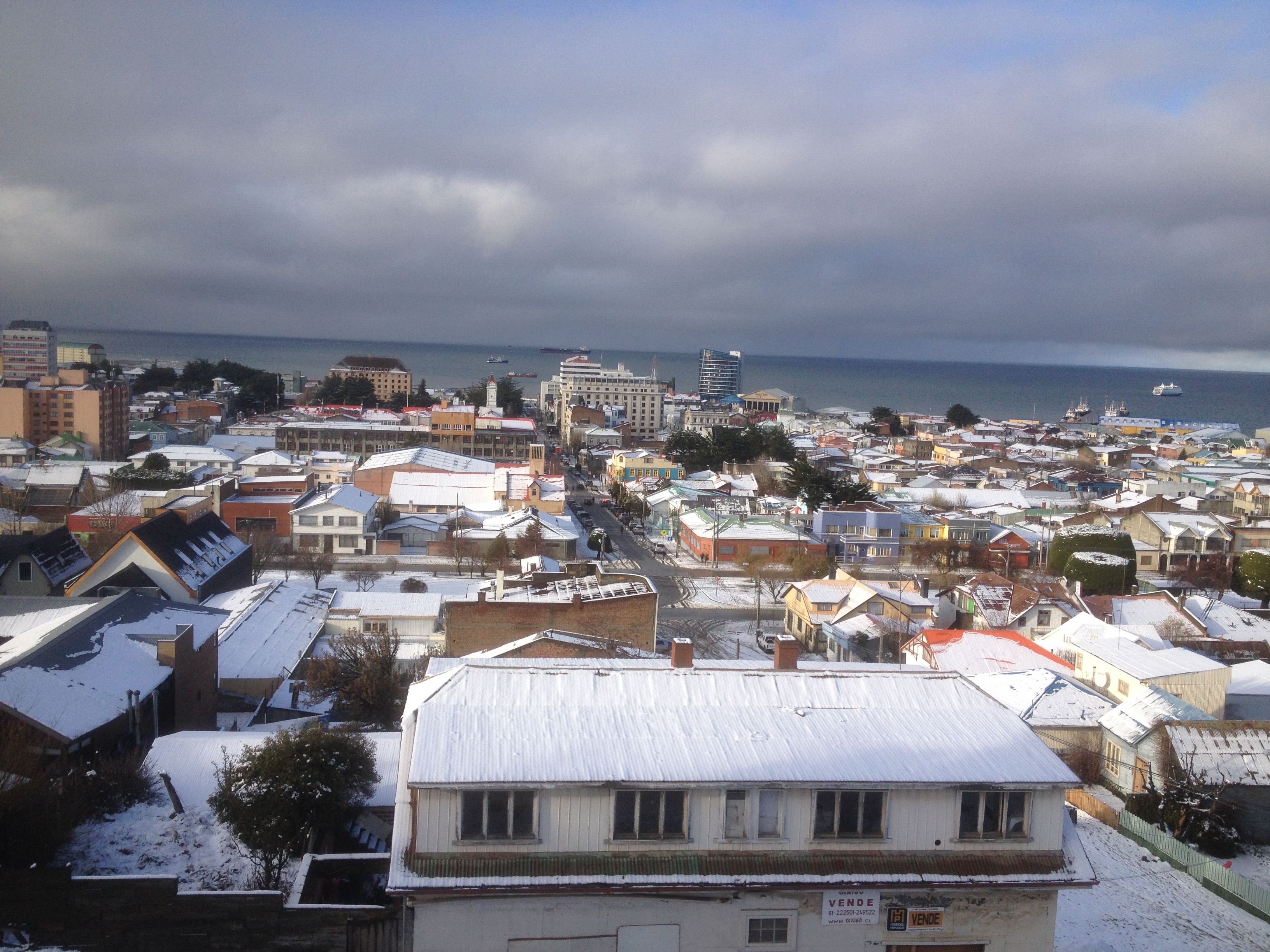
منظر لبونتا أريناس، تشيلي، في الشتاء

تُظهر البيانات التي توفرها حلقات الأشجار في بتغونية موجات باردة، بين عامي 1270 و 1380 ومن عام 1520 إلى عام 1670، معاصرة لحوادث انخفاض درجات الحرارة في نصف الكرة الشمالي. حُلّلت ثماني عينات من رواسب جوفية مأخوذة من بحيرة بوجيويه على أنها تُظهر حقبة رطبة من عام 1470 إلى عام 1700، والتي وصفها المؤلفون بأنها علامة إقليمية لبداية العصر الجليدي الصغير. تُظهر ورقة عام 2009 تفاصيل ظروف أكثر برودة ورطوبة في جنوب شرق أمريكا الجنوبية بين عامي 1550 و 1800 نقلًا عن الأدلة التي جُمعت عبر العديد من الوكلاء والنماذج. تُظهر سجلات النظير المستقر «أكسجين-18» في ثلاث عينات جليد جوفية في الأنديز فترة باردة تمتد بين عامي 1600 و 1800.
المناخ العام بارد وجاف. الساحل الشرقي أكثر دفئًا من الساحل الغربي، خاصة في فصل الصيف، حيث يصل فرع من التيار الاستوائي الجنوبي إلى شواطئه، بينما يسود تيار بارد الساحل الغربي. ومع ذلك، يكون الشتاء أكثر برودة على الهضاب الداخلية شرق المنحدرات وأبعد من الساحل على الطرف الجنوبي الشرقي من منطقة بتغونية. على سبيل المثال، في بويرتو مونت، على مدخل خليج صغير خلف جزيرة تشيلوي، يبلغ متوسط درجة الحرارة السنوية 11 °م (52 °ف) ومتوسط درجة الحرارة القصوى بين 25.5 و −1.5 °م (77.9 و 29.3 °ف)، بينما في باهيا بلانكا بالقرب من ساحل المحيط الأطلسي وخارج الحدود الشمالية لبتغونية، تكون درجة الحرارة السنوية 15 °م (59 °ف) والمدى أكبر بكثير، حيث تتراوح درجات الحرارة من 35 °م (95 °ف) كحد أقصى وتقل عن 5 °م (41 °ف) كحد أدنى. في بونتا أريناس، في أقصى الجنوب، يبلغ متوسط درجة الحرارة 6 °م (43 °ف) ومتوسط درجة الحرارة القصوى بين 24.5 و −2 °م (76.1 و 28.4 °ف). الرياح السائدة غربية، والمنحدر الغربي له هطول أمطار أكثر غزارة من الشرقية في الظل المطري. الجزر الغربية القريبة من توريس ديل باين تتلقى معدل هطول الأمطار السنوي من 4000 إلى 7 000 مم، بينما التلال الشرقية أقل من 800 مم وقد يكون هطول الأمطار السنوي في السهول منخفض حتى 200 مم.
يكون هطول الأمطار موسمي للغاية في شمال غرب بتغونية. على سبيل المثال، تستقبل فيلا لا أنجوستورا في الأرجنتين، بالقرب من الحدود مع تشيلي، ما يصل إلى 434 مم من الأمطار والثلوج في مايو و297 مم في يونيو، و273 مم في يوليو، مقارنة ب80 مم في فبراير و 72 مم في مارس. والمجموع في المدينة هو 2 074 مم، مما يجعلها واحدة من أكثر المدن مطرًا في الأرجنتين. إلى الغرب، تتلقى بعض المناطق ما يصل إلى أكبر من 4 000 مم، خاصة على الجانب التشيلي. في الشمال الشرقي، تُعكس مواسم هطول الأمطار؛ تسقط معظم الأمطار من العواصف الرعدية الصيفية العرضية، لكن المجاميع بالكاد تصل إلى 500 مم في الزاوية الشمالية الشرقية، وتنخفض بسرعة إلى أقل من 300 مم. يتمتع ساحل بتغونية الغربي، الذي ينتمي حصريًا إلى تشيلي، بمناخ محيطي بارد، حيث تتراوح درجات الحرارة القصوى في الصيف من 14 °م (57 °ف) في الجنوب حتى 19 °م (66 °ف) في الشمال (بين 11 و 5 °م (52 و 41 °ف) ليلًا) وهطول الأمطار مرتفع للغاية، من 2 000 ممإلى أكثر من 7 000 مم في المناخ المصغر المحلي. الثلوج غير شائعة على الساحل في الشمال، ولكنها تتساقط في كثير من الأحيان في الجنوب، وعادة ما يكون الصقيع غير شديد.
تقع جبال الأنديز شرق الساحل مباشرة، وتقطعها مضايق عميقة في الجنوب وبحيرات عميقة في الشمال، وبدرجات حرارة متفاوتة وفقًا للارتفاع. يتراوح خط أفق الأشجار من ما يقرب من 2000 متر على الجانب الشمالي(5)، ويتضاءل جنوبا إلى 600-800 متر فقط في أرض النار. يتغير هطول الأمطار كثيرًا من مكان إلى آخر، وينخفض بسرعة كبيرة باتجاه الشرق. مثال على ذلك لاغونا فرياس، في الأرجنتين، تتلقى 4 400 مم سنويا. تستقبل مدينة باريلوتشي التي تبعد حوالي 40 كم شرقًا، حوالي 1 000 مم ويتلقى المطار الذي يقع على بعد 15 كم شرقًا أقل من 600 مم. تُعد المنحدرات الشرقية لجبال الأنديز موطنًا لعدد من المدن الأرجنتينية مثل سان مارتن دي لوس أنديس [الإنجليزية]، باريلوتشي، إل بولسون [الإنجليزية]، آيسكيول، وإل كالافاتي. درجات الحرارة هناك أكثر اعتدالًا في الصيف (في الشمال، بين 20 و 24 °م (68 و 75 °ف)، مع ليالي باردة بين 4 و 9 °م (39 و 48 °ف)؛ في الجنوب، درجات الحرارة في الصيف تتراوح بين 16 و 20 °م (61 و 68 °ف)، بينما ليلا تكون مماثلة للشمال، وأكثر برودة في الشتاء، مع تساقط الثلوج بشكل متكرر(6). تتراوح درجات الحرارة في النهار من 3 إلى 9 °م (37 إلى 48 °ف) في الشمال، ومن 0 إلى 7 °م (32 إلى 45 °ف) في الجنوب، بينما تتراوح درجات الحرارة في الليل من −5 إلى 2 °م (23 إلى 36 °ف) في كلتا الجهتين. يمكن أن تجلب الموجات الباردة قيمًا أكثر برودة؛ سُجلت درجة حرارة −20 °م (−4 °ف) في باريلوتشي، ويمكن أن تتراوح درجات الحرارة في معظم الأماكن بين −12 و −15 °م (10 و 5 °ف) وتبقى أعلى درجات الحرارة المسجلة لبضعة أيام تدور حول 0 °م (32 °ف).

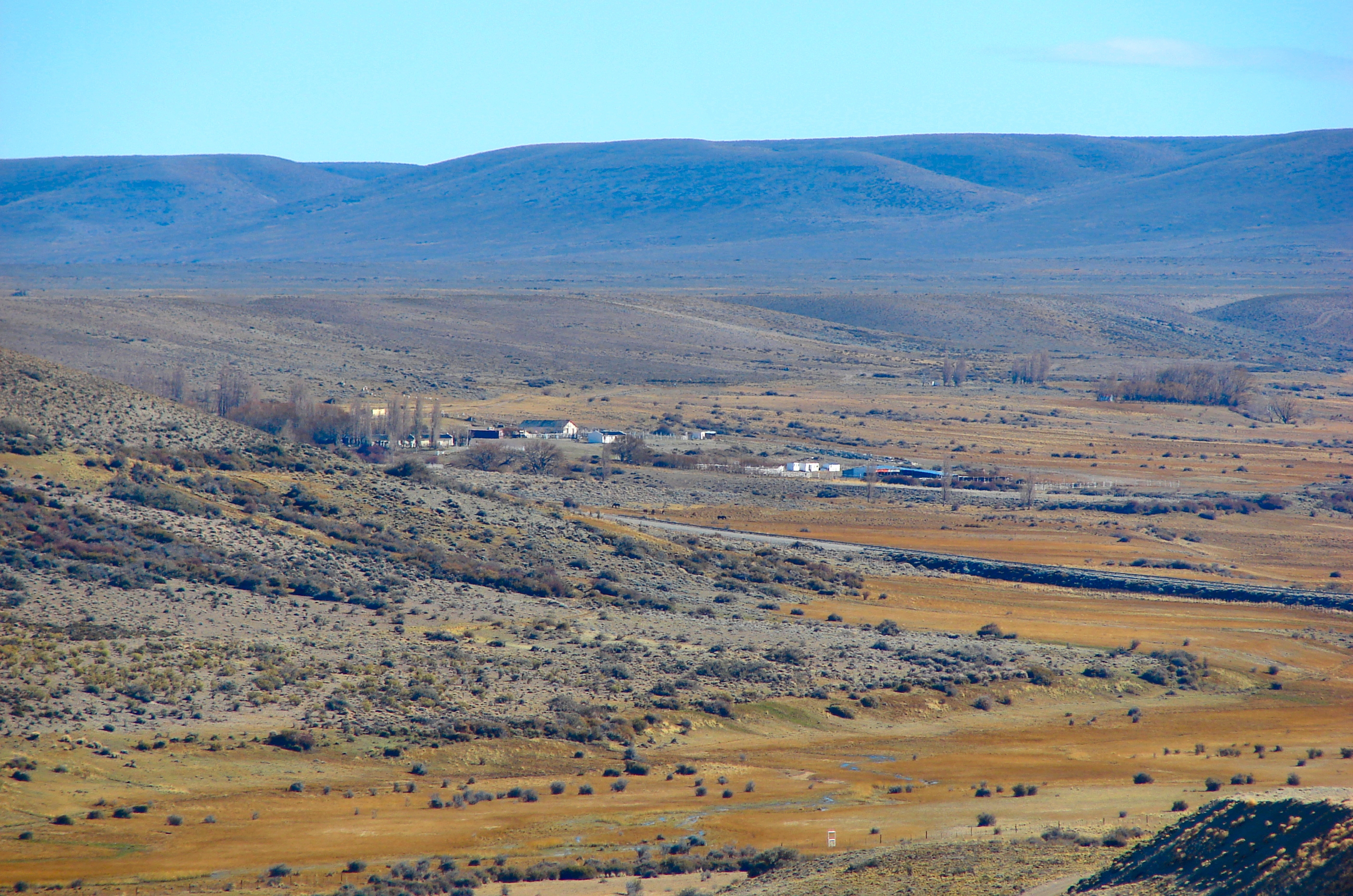
مقاطعة سانتا كروز

يصبح الطقس مباشرة إلى الشرق من هذه المناطق أكثر قسوة فينخفض هطول الأمطار إلى ما بين 150 و 300 مم، إذ لم تعد الجبال تحمي المدن من الرياح، وتصبح درجات الحرارة أكثر تطرفًا. تقع ماكوينشاو على بعد بضع مئات من الكيلومترات شرق باريلوتشي، على نفس الارتفاع من الهضبة، وعادة ما تكون درجات الحرارة الأكثر دفئا في الصيف حوالي 5 °م (41 °ف)، وترتفع حتى 35 °م (95 °ف) في بعض الأحيان، لكن درجات الحرارة في الشتاء تكون أكثر تطرفًا: الرقم القياسي هو −35 °م (−31 °ف)، وفي بعض الليالي تصل إلى فارق 10 °م (50 °ف) أكثر برودة من باريلوتشي. يكون للهضاب في مقاطعة سانتا كروز وأجزاء من تشوبوت عادةً غطاءٌ ثلجيً خلال فصل الشتاء، وغالبًا ما تتعرض لدرجات حرارة شديدة البرودة. في تشيلي، تشتهر مدينة بلماسيدا بأنها تقع في هذه المنطقة(7)، وبأنها أبرد مكان في تشيلي، حيث تقل درجات الحرارة عن −20 °م (−4 °ف) بين الحين والآخر.
يتميز الساحل الشمالي للمحيط الأطلسي بصيف دافئ (28 إلى 32 °م (82 إلى 90 °ف)، ولكن مع ليالي باردة نسبيًا عند 15 °م (59 °ف)) وشتاء معتدل، مع درجات حرارة قصوى تبلغ حوالي 12 °م (54 °ف) ودنيا حوالي 2 إلى 3 °م (36 إلى 37 °ف) من حين لآخر، يصل تفاوت درجات الحرارة من −10 إلى 40 °م (14 إلى 104 °ف)، وهطول الأمطار نادر جدًا. يصبح الطقس أكثر برودة قليلاً جنوبًا في تشوبوت، وتتراوح درجات الحرارة في الصيف في مدينة كومودورو ريفادافيا من 24 إلى 28 °م (75 إلى 82 °ف) نهارًا، ومن 12 إلى 16 °م (54 إلى 61 °ف) ليلًا، والشتاء حوالي 10 °م (50 °ف) نهارًا وحوالي 3 °م (37 °ف) ليلًأ، وأقل من 250 مم من المطر. ومع ذلك، يحدث انخفاض حاد عندما يتحرك المرء جنوبًا إلى سانتا كروز؛ ريو جاليجوس، في جنوب المقاطعة، لديها درجات حرارة صيفية تتراوح من 17 إلى 21 °م (63 إلى 70 °ف)، (ما بين 6 و 10 °م (43 و 50 °ف) ليلًا) ودرجات حرارة شتوية من 2 إلى 6 °م (36 إلى 43 °ف)، ما بين −5 و 0 °م (23 و 32 °ف) ليلًا، على الرغم من كونها على الساحل مباشرة. يعتبر تساقط الثلوج شائعًا على الرغم من الجفاف، ومن المعروف أن درجات الحرارة تنخفض إلى أقل من -18 °م (64 °ف) وتبقى أقل من درجة التجمد لعدة أيام متتالية. ريو جاليجوس أيضًا من بين أكثر الأماكن رياحًا على وجه الأرض، حيث تصل سرعة الرياح إلى 100 كم / ساعة من حين لآخر.
أرض النار رطبة للغاية في الغرب ورطبة نسبيًا في الجنوب وجافة في الشمال والشرق. الصيف بارد (من 13 إلى 18 °م (55 إلى 64 °ف) في الشمال، من 12 إلى 16 °م (54 إلى 61 °ف) في الجنوب، وتتراوح درجات حرارة ليلًا عمومًا بين 3 و 8 °م (37 و 46 °ف)، غائم في الجنوب، وعاصف جدًا. الشتاء مظلم وبارد، ولكن بدون درجات الحرارة القصوى في الجنوب والغرب(8). في الشرق والشمال، يكون الشتاء أكثر قسوة، مع موجات البرد التي تؤدي إلى انخفاض درجات الحرارة إلى -20 °م (68 °ف) وصولاً إلى ريو غراندي على ساحل المحيط الأطلسي. ويمكن أن يتساقط الثلج حتى في الصيف في معظم المناطق أيضًا.

## الحيوانات

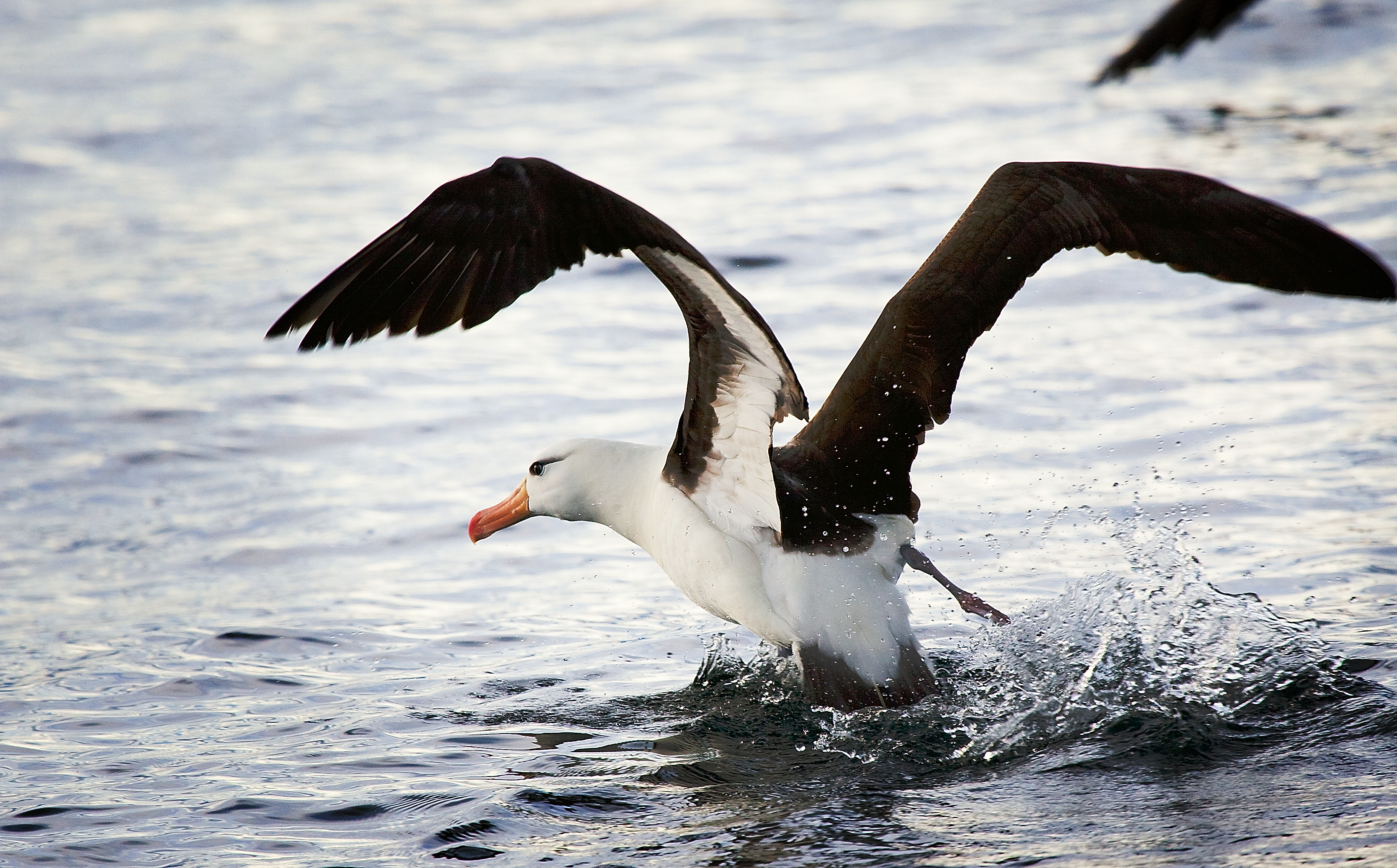
طائر القطرس أسود الحاجب، بالقرب من أوشوايا

تعد كل من الغوناق (Lama guanicoe)، أسد الجبال، ثعلب بتغونية (Lycalopex griseus)، ظربان ذو أنف الخنزير الباتاغوني (Conepatus humboldtii)، وماجلانيك توكو توكو (Ctenomys magellanicus؛ قوارض تحت الأرض) من أكثر الثدييات المميزة في سهول بتغونية. وتعد صحراء بتغونية واحدة من آخر معاقل الغوناق وطيور ريا داروين (Rhea pennata)، والتي كان يصطادها شعب التيهوليش لجلودها وذلك سيرا على الأقدام باستخدام بولاس، قبل انتشار الأسلحة النارية والخيول. كان صيدهم في السابق الوسيلة الرئيسية لكسب العيش للسكان الأصليين، الذين كانوا يصطادونها على ظهور الخيل مع الكلاب والبولاس. تعد قوارض الفيسكاتشا (Lagidum) وكابياء باتاغونية (Dolichotis patagonum) أيضًا من سمات السهوب والبامبا في الشمال.
غالبًا ما تكون حياة الطيور وفيرة. يعد الأشبور المتوج الجنوبي (Caracara plancus) واحدًا من الأشياء المميزة لمنظر بتغونية الطبيعي؛ جذب وجود الببغاوات الجنوبية (Enicognathus ferrugineus) إلى الجنوب حتى شواطئ المضيق انتباه الملاحين السابقين، ويمكن رؤية طيور ذات تيجان النار المدعومة باللون الأخضر (Sephanoides sephaniodes)، وهي نوع من الطيور الطنانة، وهي تطير وسط تساقط الثلوج. يمكن رؤية كوندور الأنديز (Vultur gryphus) أحد أكبر الطيور في العالم في بتغونية. من بين الأنواع العديدة من الطيور المائية طائر النحام تشيلي (Phoenicopterus chilensis)، أوزة المرتفعات (Chloephaga picta)، وعثر في المضيق على البط البخاري الرائع.
تشمل الحيوانات البحرية المميزة الحوت الصائب الجنوبي، والبطريق الماجلاني (Spheniscus magellanicus)، والحوت القاتل، وفيل البحر. وتعد شبه جزيرة فالديس أحد مواقع التراث العالمي لليونسكو، وقد صُنفت لأهميتها العالمية كموقع للحفاظ على الثدييات البحرية.
تعد أسماك المياه العذبة في بتغونية محدودة نسبيًا مقارنة بمناطق نصف الكرة الجنوبي المماثلة الأخرى. الجزء الأرجنتيني هو موطن لما مجموعه 29 نوعًا من أسماك المياه العذبة، 18 منها أصلية. يستقدم العديد من أنواع السلومن المرقط والشبوط الشائع وأنواع مختلفة نشأت في الأجزاء الشمالية من أمريكا الجنوبية. السكان الأصليين هم هفيات الشكل (Aplochiton وGalaxias)، الأفراخ المعتدلة (Percichthys)، سلوريات الشكل (Diplomystes، Hatcheria وTrichomycterus)، السيلفر المدارية الجديدة (Odontesthes) وكراسينيات (Astyanax، Cheirodon، Gymnocharacinus، وOligosarcus). وتشمل الحيوانات المياه العذبة بتغونية أخرى غير عادية للغاية aeglid القشريات.
قيّم نوفارو وآخرون في عام 2000 الانقراض البيئي المحتمل للغوناق (لاما غانيكو) وبدرجة أقل للريا ريشي (بتيراكنيميا بيناتا)، باعتبارها فريسة للحيوانات آكلة اللحوم الأصلية والحيوانات المفترسة في بتغونية الأرجنتينية. استُبدلت هذه الأنواع المحلية بأنواع مستقدمة مثل الأرانب الأوروبية والغزلان الحمراء والماشية المنزلية؛ تسبّبَ الضرر التراكمي الناجم عن زيادة الحيوانات العاشبة -بسبب الأنواع المُدخَلة- بتسريع تدمير البراري الأرجنتينية الآخذة بالتضاؤل سلفاً، وموائل السهول.
توجد شكوك حول صحة ودقة وصف وتسمية البجع المدعو Liptornis المكتشف في بتغونية، والذي ينتمي للعصر الميوسيني، فبقاياه أحفورية غير كافية لوصفه بدقة.

## التاريخ

### بتغونية ما قبل الكولومبية (10000 ق.م - 1520 م)

خريطة للشعوب الأصلية في جنوب بتغونية

يعود تاريخ استيطان الإنسان في المنطقة إلى آلاف السنين، ويرجع ذلك لوجود بعض الاكتشافات الأثرية المبكرة في المنطقة التي يعود تاريخها إلى الألفية الثالثة عشر قبل الميلاد على الأقل، على الرغم من أن التواريخ اللاحقة حول الألفية العاشرة قبل الميلاد معروفة بشكل أكثر وثوقية. توجد أدلة على نشاط بشري في مونت فيردي في مقاطعة لانكويهو، بتشيلي، يعود تاريخها إلى حوالي 12٬500 قبل الميلاد. كانت الحقول الجليدية في العصر الجليدي وتيارات المياه الذائبة الكبيرة اللاحقة تجعل الاستيطان صعبًا في ذلك الوقت.
يبدو أن المنطقة مأهولة بشكل مستمر منذ 10٬000 قبل الميلاد، من قبل ثقافات مختلفة وموجات متعاقبة من الهجرة، والتي لم تُفهم تفاصيلها حتى الآن. نُقب في العديد من المواقع، لا سيما الكهوف مثل كويفا ديل ميلودون في ألتيما إسبيرانزا في جنوب بتغونية، وتريس أرويوس في أرض النار، التي تدعم هذا التاريخ. عُثر على مداخن وكاشطات حجرية وبقايا حيوانات تعود إلى 9400-9200 قبل الميلاد شرق جبال الأنديز.

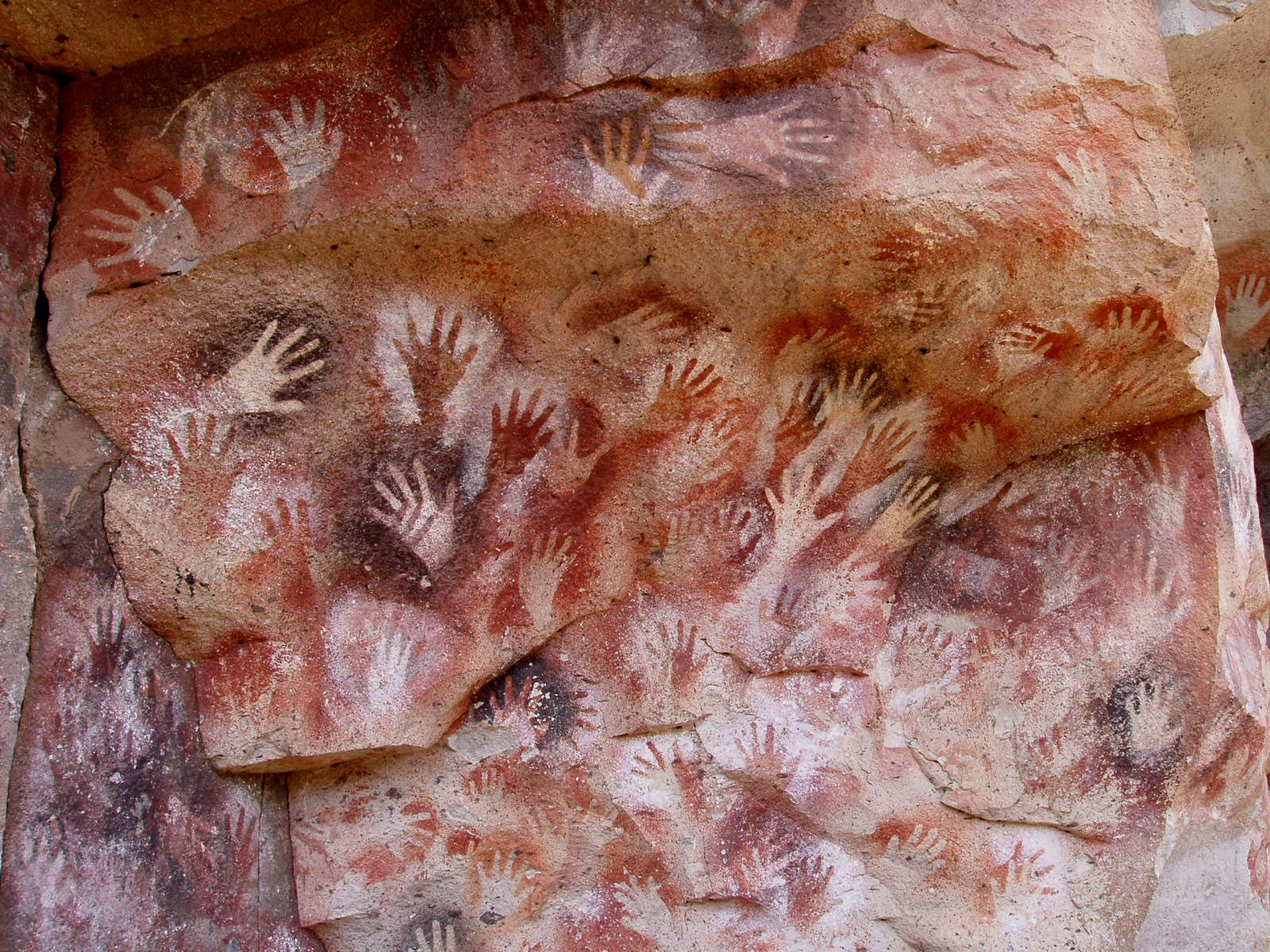
موقع كويفا دي لاس مانوس في سانتا كروز، الأرجنتين

يعد كهف دي لاس مانوس موقعًا مشهورًا في سانتا كروز بالأرجنتين. هذا الكهف عند سفح منحدر مغطى بلوحات جدارية، لا سيما الصور السلبية لمئات الأيدي، التي يعتقد أنها تعود إلى حوالي 8000 قبل الميلاد.
بناءً على القطع الأثرية الموجودة في المنطقة، كان صيد الغوناق على ما يبدو، وبدرجة أقل صيد الروحاء (ñandú)، المصدر الغذائي الرئيس للقبائل التي تعيش في السهول الشرقية. ومن غير الواضح ما إذا كانت الحيوانات الضخمة في بتغونية، بما في ذلك كسلان الأرض والحصان، قد انقرضت في المنطقة قبل وصول البشر، ويعد هذا التعليل الأكثر قبولًا الآن. كما أنه ليس من الواضح ما إذا كانت الكلاب الأليفة كانت جزءًا من النشاط البشري المبكر. عثر على البولاس (أداة صيد قديمة) بشكل شائع وكانت تستخدم للقبض على الغوناق والروحاء. كان هناك تقليد بحري على طول ساحل المحيط الهادئ، وكان آخر دعاة له هم شعب الياغان (Yámana) إلى الجنوب من أرض النار، وشعب ألاكالوف بين شبه جزيرة تايتاو وأرض النار وشعب تشونو في أرخبيل تشونو.
شملت الشعوب الأصلية في المنطقة التيهويلش، التي تقلصت أعدادهم ومجتمعهم إلى حافة الانقراض بعد وقت قصير من الاتصالات الأولى مع الأوروبيين. شمل شعب التهويلش الغونونايكينا إلى الشمال، والميشارنوكينك في جنوب وسط بتغونية، وأونيكنك أو التيهويلش الجنوبيين في أقصى الجنوب، شمال مضيق ماجلان. في الجزيرة الكبرى لأرض النار، عاش السيلك نام (Ona) والهاوش (Manek'enk) في الشمال والجنوب الشرقي، على التوالي. في الأرخبيل إلى الجنوب من أرض النار عاش اليامانا، مع شعب ألاكالوف (Alakaluf) في المناطق الساحلية والجزر في غرب أرض النار والجنوب الغربي من البر الرئيسي. عاش شعب التشونو في أرخبيل بتغونية شمال شبه جزيرة تايتاو. تمت مصادفة هذه المجموعات في الفترات الأولى من الاتصال الأوروبي بأساليب حياة مختلفة وزخرفة الجسم واللغة، على الرغم من أنه من غير الواضح متى ظهر هذا التكوين.
قرب نهاية القرن السادس عشر، اخترق الفلاحون الذين يتحدثون لغة المابوتشي جبال الأنديز الغربية ومن هناك عبروا السهول الشرقية ونزلوا إلى أقصى الجنوب. من خلال المواجهة والتفوق التكنولوجي، تمكنوا من السيطرة على شعوب المنطقة الأخرى في فترة قصيرة من الزمن، وهم المجتمع الأصلي الرئيسي اليوم. تكرر نموذج المابوتشي للهيمنة من خلال التفوق التكنولوجي والمواجهة المسلحة فيما بعد حيث نفذ الأوروبيون دورة ناجحة ولكنها متطابقة من الناحية المفاهيمية، واستبدلت بشكل أساسي موقع المسيطرين السابقين بطبقة جديدة، وإن كانت في الغالب أوروبية.

### الاستكشاف الأوروبي المبكر (1520–1669)

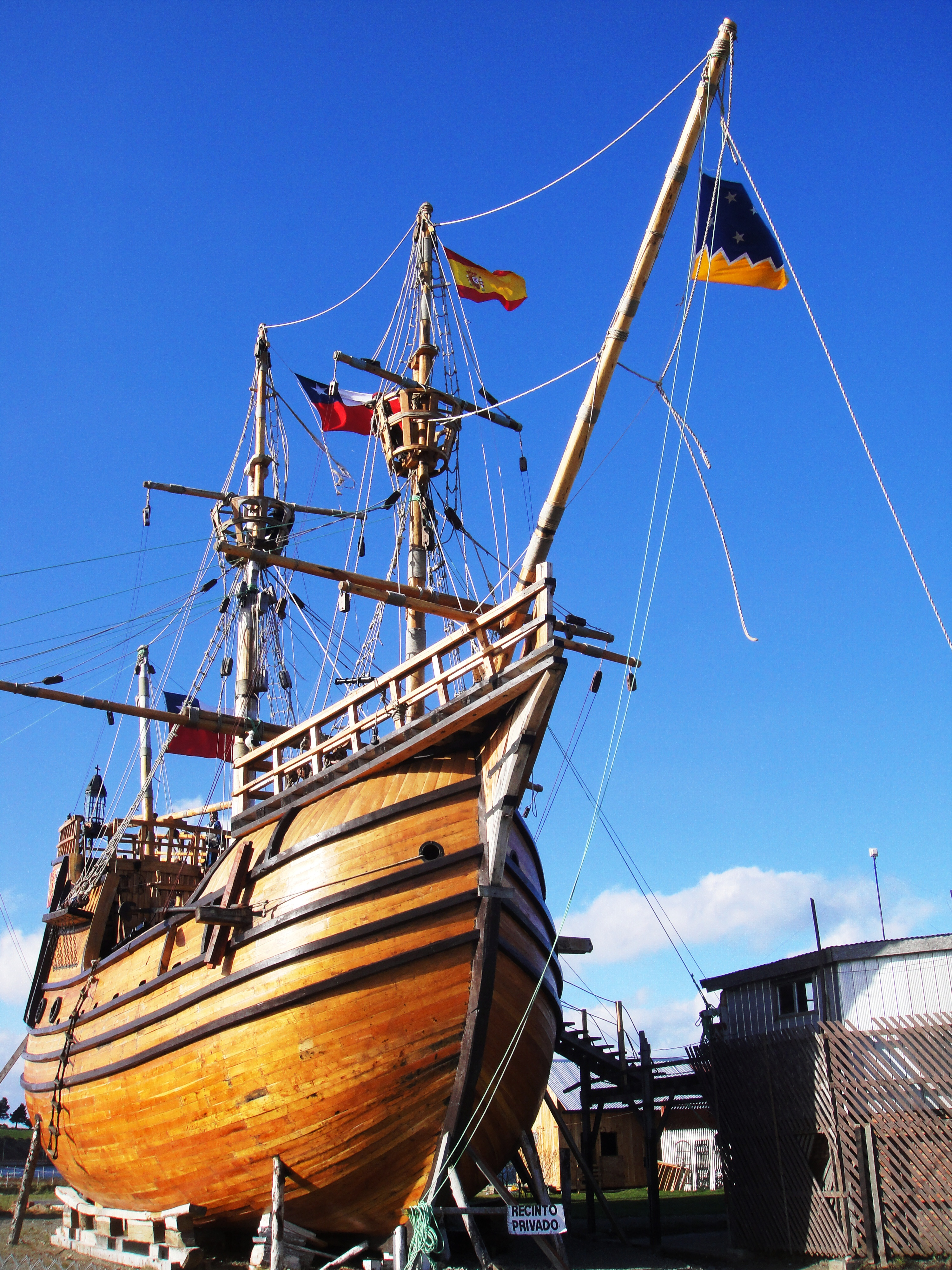
ناو فيكتوريا، نسخة طبق الأصل من أول سفينة تمر عبر مضيق ماجلان

من المحتمل أن يكون الملاحون مثل غونزالو كويلو وأمريكو فسبوتشي قد وصلوا إلى المنطقة (تشير روايته الخاصة لعام 1502  م إلى أنهم وصلوا إلى خط العرض 52 درجة جنوبًا)، لكن فشل فسبوتشي في وصف السمات الجغرافية الرئيسية للمنطقة بدقة مثل ريو دي لا بلاتا خلق ظلالًا من الشك على وصولهم بالفعل إلى المنطقة.
من المحتمل أن يكون أول وصف أو أكثرهم تفصيلاً لجزء من ساحل بتغونية مذكورًا في رحلة برتغالية في 1511 – 1512 م، والذي يُنسب تقليديًا إلى القبطان ديوغو ريبيرو، والذي حل محله إستيفاو دي فروا بعد وفاته، وكان يوجهه الربان وعالم أوصاف الكون جواو دي ليسبوا [الإنجليزية]). وصل المستكشفون، بعد وصولهم إلى ريو دي لا بلاتا (التي كانوا سيستكشفونها في رحلة العودة، والاتصال بالتشاروا والشعوب الأخرى) في النهاية إلى خليج سان متياس [الإنجليزية]، عند 42 درجة جنوبًا. أفادت البعثة أنه بعد الذهاب جنوب خط عرض 40، وجدوا «أرضًا» أو «نقطة تمتد إلى البحر»، ثم جنوباً، خليجًا. يقال إن البعثة قد طوقت الخليج لما يقرب من 300 كيلومتر (186 ميل) وشاهدت القارة على الجانب الجنوبي من الخليج.
اِسْتُكْشِفَ سَاحِلُ بَاتَاغُونْيَا اَلْأَطْلَسِيُّ بِالْكَامِلِ لِأَوَّلِ مَرَّةٍ في عام 1520  م من قبل البعثة الإسبانية بقيادة فرناندو ماجلان، اَلَّذِي قَامَ أَثْنَاءَ مُرُورِهِ عَلَى طُولِ اَلسَّاحِلِ بِتَسْمِيَةِ اَلْعَدِيدِ مِنْ مَعَالِمِهِ اَلْأَكْثَرُ إِثَارَةً - خَلِيجُ سَانْ مَاتْيَاسْ ورأس 11٬000 عذراء (الآن يسمى كيب فيرجين)، واخرين. قضى أسطول ماجلان شتاءً صعبًا في ما أسماه بورتو سان جوليان [الإنجليزية] قبل استئناف رحلته جنوبًا في 21 أغسطس 1520. خلال هذا الوقت، واجهت البعثة السكان المحليين، على الأرجح من شعب التيهوليش، الذين وصفهم مراسلها، أنطونيو بيجافيتا، بأنهم عمالقة وسماهم باتاغون [الإنجليزية].
أصبحت المنطقة مستعمرة إسبانية لمحافظة ليون الجديدة، مُنحت عام 1529  م للحاكم سيمون دي ألكازابا إي سوتومايور، وهي جزء من محافظات الإمبراطورية الإسبانية للأمريكتين. أعيد تحديد المنطقة في عام 1534  م، وتألفت من الجزء الجنوبي من قارة أمريكا الجنوبية والجزر باتجاه القارة القطبية الجنوبية.
يُفترض أن رودريجو دي إيسلا، الذي أرسل إلى الداخل في عام 1535  م من سان ماتياس بواسطة سيمون دي ألكازابا سوتومايور، الذي منحه شارل الأول ملك إسبانيا بتغونية الغربية، وكان أول أوروبي اجتاز سهل بتغونية العظيم. إذا لم يتمرد الرجال الذين كانوا تحت إدارته، فربما يكون قد عبر جبال الأنديز للوصول إلى ساحل المحيط الهادئ.
أسس بيدرو دي ميندوزا، الذي مُنحت له البلد بعد ذلك، بوينس آيرس، لكنه لم يغامر في الجنوب. ساعد ألونزو دي كامارجو (1539)، وخوان لادريليروس [الإنجليزية] (1557)، وهورتادو دي ميندوزا [الإنجليزية] (1558) في التعريف بسواحل المحيط الهادئ، وكانت رحلة السير فرانسيس دريك عام 1577  م أسفل ساحل المحيط الأطلسي، عبر مضيق ماجلان وشمالًا على طول ساحل المحيط الهادئ لا تُنسى، ومع ذلك فإن أوصاف جغرافية بتغونية تدين بالكثير للمستكشف الإسباني بيدرو سارمينتو دي جامبوا (1579-1580)، الذي كرس نفسه خصوصًا للمنطقة الجنوبية الغربية بإجراء مسوحات دقيقة ومضبوطة. أهملت الحكومة الإسبانية المستوطنات التي أسسها في نومبر دي خيسوس [الإنجليزية] وسان فيليبي، حيث تخلت الحكومة عن هذه الأخيرة قبل أن يزورها توماس كافنديش في عام 1587  م أثناء رحلته حول المحيط، مما جعلها مقفرة لدرجة أنه أطلق عليها اسم ميناء الجوع [الإنجليزية]. بعد اكتشاف الطريق حول كيب هورن، فقد التاج الإسباني الاهتمام بجنوب بتغونية حتى القرن الثامن عشر، عندما أُنشأت المستوطنات الساحلية كارمن دي باتاغون، وسان خوسيه، وبويرتو ديسيدو، ونويفا كولونيا فلوريدابلانكا، رغم الحفاظ على مطالبته بالسيادة القانونية على المنطقة.
في عام 1669  م، اكتشف جون ديفيس المنطقة المحيطة بورتو ديسادو [الإنجليزية] وطالب بها السير جون ناربورو [الإنجليزية] في عام 1670  م لصالح الملك تشارلز الثاني ملك إنجلترا، لكن الإنجليز لم يحاولوا إنشاء مستوطنات أو استكشاف المناطق الداخلية.

#### عمالقة بتغونية: التصورات الأوروبية المبكرة
لاحظ المستكشفون الأوروبيون الأوائل لبتغونية أن السكان الأصليين في المنطقة كانوا أطول من متوسط طول الأوروبيين في ذلك الوقت، مما دفع بعضهم للاعتقاد بأن سكان بتغونية كانوا عمالقة.
وفقًا لأنطونيو بيغافيتا، أحد الناجين القلائل من بعثة ماجلان ومؤرخها المنشور، أطلق ماجلان اسم باتاغاو (أو باتاغون) على السكان الذين صادفهم هناك، واسم «بتغونية» على المنطقة. على الرغم من أن تقرير بيغافيتا لا يذكر كيفية ظهور هذا الاسم، إلا أن التفسيرات الشعبية اللاحقة أعطت مصداقية لاشتقاق المعنى أرض الأقدام الكبيرة [الإنجليزية]. ومع ذلك، فإن أصل الكلمة هذا مشكوك فيه. المصطلح مشتق على الأرجح من الاسم الفعلي للشخصية، «باتاغون»، وهو مخلوق متوحش واجهه بريماليون اليوناني، البطل في رواية الفروسية الإسبانية المتجانسة (أو حكاية الفارس الهائم) لفرانشيسكو فاسكيز. كان هذا الكتاب، الذي نُشر عام 1512  م، تكملة للرواية الرومانسية بالمرين دي أوليفا (بالإسبانية: Palmerín de Oliva)‏؛ وقد كانت رائجةً كثيرًا في ذلك الوقت، وكان القراءة المفضلة لماجلان. إن تصور ماجلان للسكان الأصليين، وهم يرتدون الجلود ويأكلون اللحوم النيئة، يذكر بوضوح باتاغون غير المتحضر في كتاب فاسكيز. يقترح الروائي وكاتب الرحلات بروس شاتوين جذورًا اشتقاقية لكل من باتاغون وبتغونية في كتابه «في بتغونية»، مشيرًا إلى التشابه بين «باتاغون» والكلمة اليونانية παταγος، والتي تعني «زئير» أو «صرير الأسنان» (في تأريخه، يصف بيجافيتا آل بتغونية بأنهم «يزأرون مثل الثيران»).

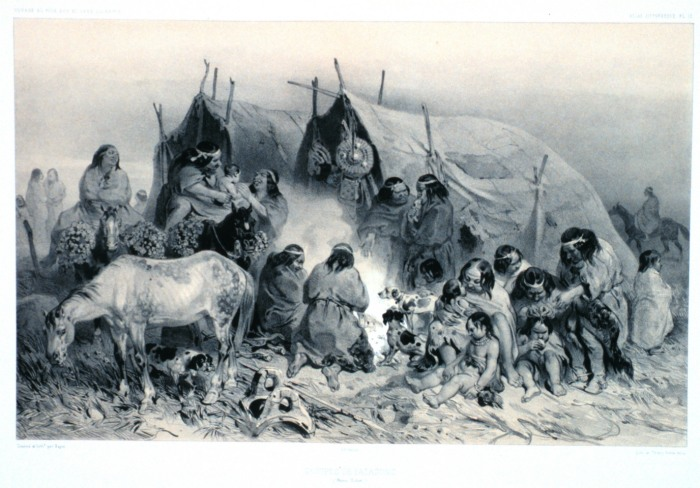
رسم توضيحي في أربعينيات القرن التاسع عشر لسكان بتغونية الأصليين بالقرب من مضيق ماجلان، من رحلة إلى القطب الجنوبي ودانس لوسياني بواسطة المستكشف الفرنسي جول دومون دورفيل

جاء الاهتمام الرئيسي بالمنطقة الذي أثارته رواية بيجافيتا من تقاريره عن لقائهم بالسكان المحليين، الذين زعموا أن طولهم يتراوح بين 9 و 12 قدمًا - «طويل جدًا لدرجة أننا وصلنا إلى خصره فقط» - ومن هنا جاء لاحقًا فكرة أن بتغونية تعني «أقدام كبيرة». دخل هذا التصور للسلالة المفترضة من عمالقة بتغونية أو باتاغونيس في التصور الأوروبي المشترك لهذه المنطقة البعيدة التي لم تكن معروفة في ذلك الوقت، لتغذيها تقارير لاحقة من رحلات استكشافية أخرى ومسافرين مشهورين مثل السير فرانسيس دريك، والتي يبدو أنها تؤكد هذه الروايات. أضافت الرسوم البيانية المبكرة للعالم الجديد أحيانًا أسطورة regio gigantum («منطقة العمالقة») إلى منطقة بتغونية. بحلول عام 1611  م، كان إله بتغونية Setebos (Settaboth عند بيغافيتا) مألوفًا لمستمعي مسرحية العاصفة (بالإنجليزية: The Tempest)‏ لشكسبير.
استمر هذا المفهوم والاعتقاد العام لمدة 250 عامًا أخرى، وكان من المقرر أن يزيد اشتعالًا بشكل مثير في عام 1767  م عندما نُشر تقرير «رسمي» (ولكن مجهول) عن رحلة العميد البحري جون بايرون الأخيرة للإبحار حول العالم في سفينة إتش إم إس دولفين. قضى بايرون وطاقمه بعض الوقت على طول الساحل، ويبدو أن النشر (رحلة حول العالم في سفينة جلالة الملك الدلفين) يعطي دليلاً إيجابياً على وجودهم؛ أصبح المنشور من أكثر الكتب مبيعًا بين عشية وضحاها، وكان من المقرر بيع آلاف النسخ الإضافية للجمهور الراغب في ذلك، وأُعيد نشر تقارير سابقة أخرى في المنطقة على عجل (حتى تلك التي لم تذكر أقوامًا شبيهة بالعمالقة على الإطلاق).
ومع ذلك، تلاشى جنون بتغونية العملاق إلى حد كبير بعد بضع سنوات فقط، عندما نُشرت بعض التقارير الواقعية والتحليلية. في عام 1773  م، نشر جون هوكسوورث نيابة عن الأميرالية البريطانية خلاصة وافية لمجلات مستكشفي نصف الكرة الجنوبي الإنجليزية المشهورة، بما في ذلك مجلات جيمس كوك وجون بايرون. في هذا المنشور، المأخوذ من سجلاتهم الرسمية، من الواضح أن الأشخاص الذين واجهتهم بعثة بايرون لم يكونوا أطول من 6 قدم 6 بوصة (1.98 م)، طويلون جدًا ويعدون في حال من الأحوال عمالقة. وسرعان ما خمد الاهتمام، على الرغم من استمرار الوعي والإيمان بالمفهوم في بعض الأوساط حتى القرن العشرين.

### البؤر الاستيطانية الاسبانية
أدى فشل إسبانيا في استعمار مضيق ماجلان إلى قيام أرخبيل شيلوي بدور حماية منطقة بتغونية الغربية من التدخلات الأجنبية. أعيد تأسيس فالديفيا في عام 1645  م، وعمل التشيلوي حراسًا، حيث كان الإسبان يجمعون المعلومات والشائعات من جميع أنحاء بتغونية.
نتيجة لخطر القراصنة وقطاع الطرق، أمرت السلطات الإسبانية بإخلاء أرخبيل غوايتيكاس لحرمان نهائي للأعداء من أي دعم من السكان الأصليين. أدى ذلك فيما بعد إلى نقل غالبية سكان التشونو الأصليين إلى أرخبيل تشيلوي في الشمال بينما انتقل بعض التشونو جنوب شبه جزيرة تايتاو مما أدى إلى إخلاء المنطقة فعليًا من السكان في القرن الثامن عشر.

### الاستكشاف العلمي (1764–1842)
في النصف الثاني من القرن الثامن عشر، ازدادت المعرفة الأوروبية ببتغونية من خلال رحلات جون بايرون (1764-1765)، صموئيل واليس (1766، في نفس سفينة HMS Dolphin التي أبحر فيها بايرون سابقًا) ولويس. أنطوان دي بوغانفيل (1766). نشر توماس فالكنر [الإنجليزية]، اليسوعي الذي أقام ما يقرب من أربعين عامًا في تلك الأنحاء، كتابه وصف بتغونية (هيريفورد، 1774)؛ أسس فرانسيسكو فيدما الكارمن (El Carmen)، وهي في الوقت الحاضر كارمن دي باتاغونيس [الإنجليزية] واستقر أنطونيو في منطقة خليج سان جوليان، حيث أسس مستعمرة فلوريدابلانكا وتقدم إلى الداخل إلى جبال الأنديز (1782). صعد باسيليو فيلارينو إلى ريو نيغرو (1782).
كان للمسح البحري للسواحل أهمية من الدرجة الأولى؛ تضمنت الحملة الأولى سفينتي (1826-1830) أدفنتشر وبيغل بقيادة فيليب باركر كينغ، والثانية (1832–1836) رحلة بيغل تحت قيادة روبرت فيتزروي. كانت الحملة الأخيرة خصوصًا ملحوظة لمشاركة تشارلز داروين، الذي قضى وقتًا طويلاً في استكشاف مناطق مختلفة من بتغونية على الشاطئ، بما في ذلك الرحلات الطويلة مع الغاوتشو في ريو نيغرو، والذين انضموا إلى فيتزروي في رحلة استكشافية بطول 200 ميل (320 كـم) تأخذ قوارب السفن في مجرى نهر سانتا كروز.

### حروب الاستقلال الإسبانية الأمريكية

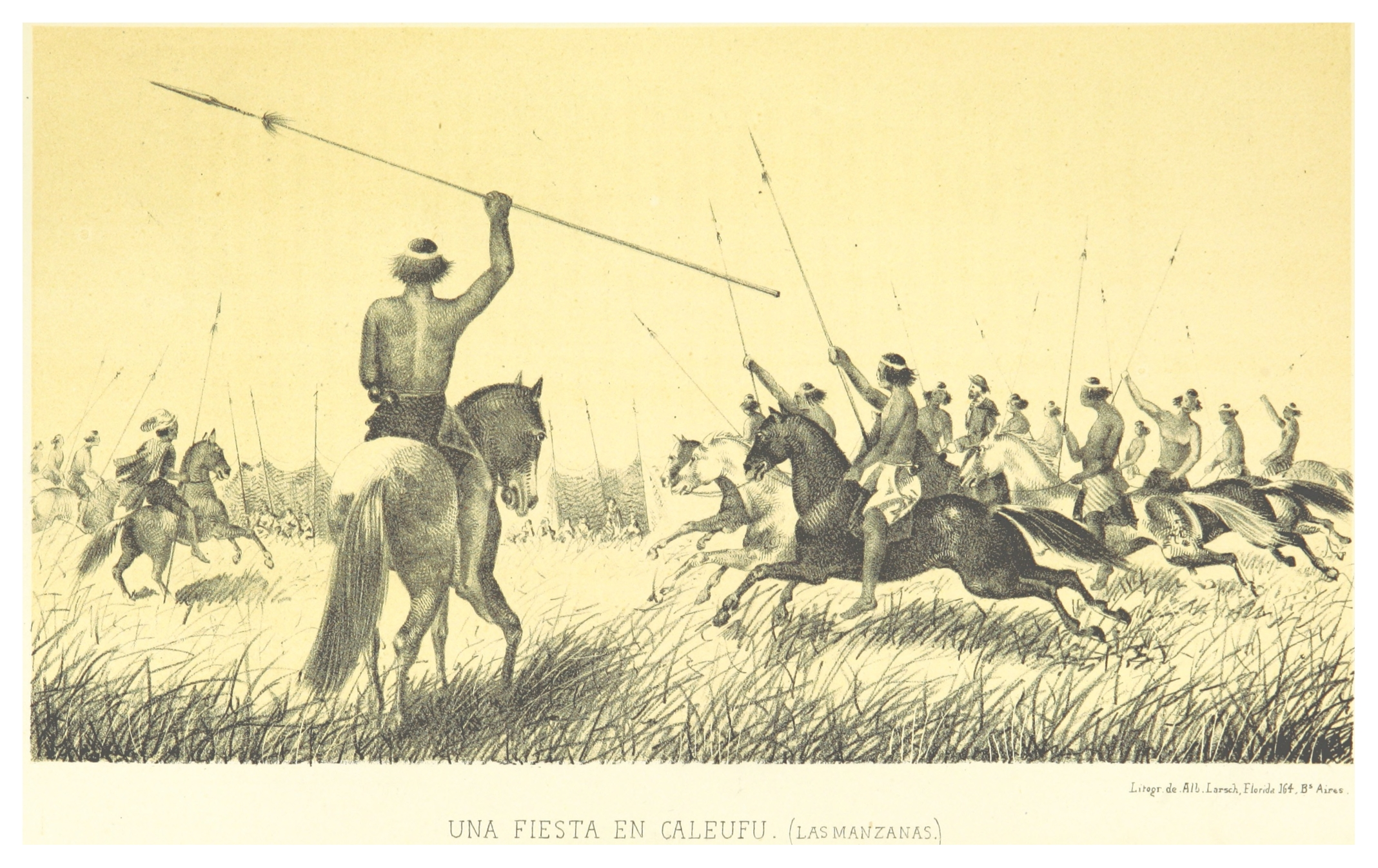
محاربو التيهويلش في بتغونية

خلال حروب الاستقلال، كانت الشائعات حول وصول القوات الإسبانية الوشيكة إلى بتغونية، إما من البيرو أو شيلوي، رائجةً بين الشعوب الأصلية في بامباس وشمال بتغونية. في عام 1820  م، تحالف الزعيم الوطني التشيلي خوسيه ميغيل كاريرا مع شعب الرانكويل الأصلي في البامبا من أجل محاربة الوطنيين المتنافسين في بوينس آيرس. خطط خوسيه ميغيل كاريرا في النهاية لعبور جبال الأنديز إلى تشيلي والإطاحة بمنافسيه في تشيلي.
انتقلت آخر جماعة مسلحة ملكية في ما يعرف اليوم بالأرجنتين وتشيلي، الإخوة بينشيرا، من المناطق المجاورة لشيلان عبر جبال الأنديز إلى شمال بتغونية حيث عزز الوطنيون سيطرتهم على تشيلي. كان الإخوة بينشيرا عبارة عن عصابة خارجة عن القانون مكونة من الأوروبيين الأسبان والأمريكيين الأسبان والمستيزو والشعوب الأصلية المحلية. تمكنت هذه المجموعة من الانتقال إلى بتغونية بفضل تحالفها مع قبيلتين أصليتين، هما الرانكويل والبوروانو. أقام الأخوان بينشيرا معسكرًا دائمًا مع آلاف المستوطنين في المناطق الداخلية من بتغونية، بعيدًا عن الأراضي الفعلية لتشيلي والمقاطعات المتحدة. من قواعدهم، قاد الإخوة بينشيرا العديد من الغارات على ريف الجمهوريات المنشأة حديثًا.

### الاستعمار التشيلي والأرجنتيني (1843–1902)
في أوائل القرن التاسع عشر، تكثفت أروكانية السكان الأصليين لشمال بتغونية، وهاجر العديد من المابوتشي إلى بتغونية ليعيشوا بدوًا رحلًا يربون الماشية أو ينهبون الريف الأرجنتيني. نُقلت الماشية المسروقة في عمليات التوغل (المالون) لاحقًا إلى تشيلي عبر الممرات الجبلية وقايضوها مقابل البضائع، وخاصة المشروبات الكحولية. كان المسار الرئيسي لهذه التجارة يسمى كامينو دي لوس تشيلينو (Camino de los chilenos) أو الطريق التشيلي ويمتد بطول حوالي 1000 كيلومترات من مقاطعة بوينس آيرس إلى الممرات الجبلية لمقاطعة نيوكوين. عبر لونكو كالفوكورا جبال الأنديز من تشيلي إلى البامبا حوالي عام 1830  م، بعد دعوة من حاكم بوينس آيرس، خوان مانويل دي روساس، لمحاربة شعب البوروانو. في عام 1859  م، هاجم باهيا بلانكا في الأرجنتين بثلاثة آلاف محارب. كما في حالة كالفوكورا، انخرط العديد من فرق المابوتشي الأخرى في النزاعات الداخلية للأرجنتين حتى غزو الصحراء. لمواجهة غارات سرقة الماشية، قامت الأرجنتين ببناء خندق يسمى خندق ألسينا (Zanja de Alsina) في البامبا في سبعينيات القرن التاسع عشر.

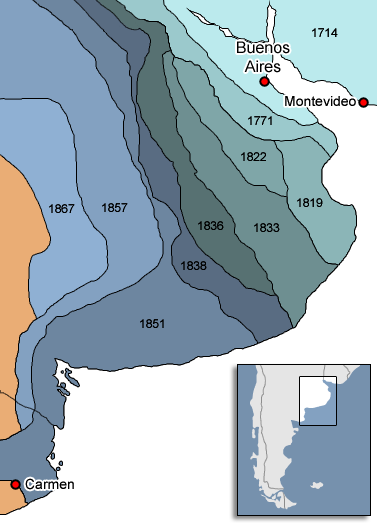
خريطة لتقدم حدود الأرجنتين حتى إنشاء زانيا دي ألسينا

في منتصف القرن التاسع عشر، بدأت الدولتان المستقلتان حديثًا في الأرجنتين وتشيلي مرحلة عدوانية من التوسع في الجنوب، مما أدى إلى زيادة المواجهة مع السكان الأصليين في المنطقة. في عام 1860  م، أعلن المغامر الفرنسي أوريلي - أنطوان دي تونين نفسه ملكًا لمملكة أراوكانيا وبتغونية المابوتشية.
باتباع التعليمات الأخيرة لبرناردو أوهيغينز، أرسل الرئيس التشيلي مانويل بولنيس رحلة استكشافية إلى مضيق ماجلان وأسس فويرتي بولنيس في عام 1843  م. بعد خمس سنوات، نقلت الحكومة التشيلية المستوطنة الرئيسية إلى الموقع الحالي لبونتا أريناس، أقدم مستوطنة دائمة في جنوب بتغونية. كان لإنشاء بونتا أريناس دورًا أساسيًا في جعل مطالبة شيلي بمضيق ماجلان أمرًا دائمًا. في ستينيات القرن التاسع عشر، أدخلت الأغنام من جزر فوكلاند إلى الأراضي المحيطة بمضيق ماجلان، وطوال القرن التاسع عشر، نمت تربية الأغنام لتصبح أهم قطاع اقتصادي في جنوب بتغونية
تجول جورج شاورث موسترز في عام 1869  م بصحبة مجموعة من التيهويلش عبر طول البلاد من المضيق إلى مانزانيروس في الشمال الغربي، وجمع قدرًا كبيرًا من المعلومات حول الناس وطريقة حياتهم.

#### غزو الصحراء ومعاهدة 1881

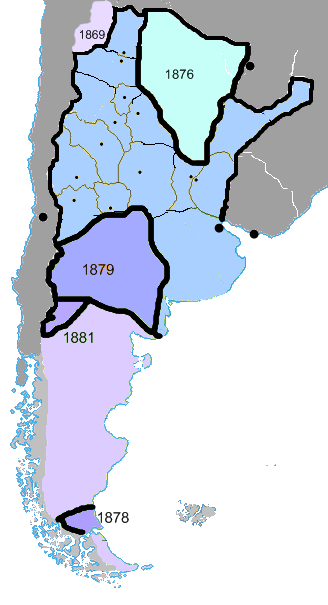
تحت قيادة الجنرال روكا، وسع غزو الصحراء قوة الأرجنتين إلى بتغونية

كانت السلطات الأرجنتينية قلقة من أن العلاقات القوية التي كانت تربط القبائل الأروكانية مع تشيلي من شأنها أن تمنح شيلي بعض التأثير على بامبا. خشيت السلطات الأرجنتينية من أنه في حرب نهائية مع تشيلي على بتغونية، سينحاز السكان الأصليون إلى جانب التشيليين وستُجلب الحرب إلى محيط بوينس آيرس.
ربما حُفز قرار التخطيط لغزو الصحراء وتنفيذه بهجوم 1٬872 من كوفولكورا وأتباعه البالغ عددهم 6٬000 أتباع على مدن الجنرال ألفير وفينتينكو دي مايو ونويفي دي خوليو، حيث قُتل 300 كريولوس، و 200٬000 رأس ماشية مأخوذة. في سبعينيات القرن التاسع عشر، كان غزو الصحراء حملة مثيرة للجدل من قبل الحكومة الأرجنتينية، نفذها بشكل أساسي الجنرال خوليو أرجنتينو روكا، لإخضاع أو، كما يزعم البعض، لإبادة السكان الأصليين في الجنوب.
في عام 1885  م، هبطت رحلة استكشافية للتعدين بقيادة المغامر الروماني يوليوس بوبر في جنوب بتغونية بحثًا عن الذهب، الذي عثروا عليه بعد السفر جنوباً نحو أراضي تييرا ديل فويغو. أدى ذلك إلى زيادة انفتاح المنطقة للمنقبين. وصل المبشرون والمستوطنون الأوروبيون خلال القرنين التاسع عشر والعشرين، ولا سيما المستوطنة الويلزية في وادي تشوبوت. كما استقر العديد من الكروات في بتغونية.
خلال السنوات الأولى من القرن العشرين، رُسمت الحدود بين البلدين في بتغونية بوساطة التاج البريطاني. أُجري العديد من التعديلات منذ ذلك الحين، حيث حلت محكمة تحكيم مشكلة في ريو دي جانيرو النزاع الأخير في عام 1994  م. منحت الأرجنتين السيادة على حقل جنوب بتغونية الجليدي، سيرو فيتز روي، ولاغونا ديل ديزييرتو.
حتى عام 1902  م، كانت نسبة كبيرة من سكان بتغونية في المواطنين من تشيلوي أرخبيل (Chilotes)، الذي كان يعمل في peons كبيرة تربية الماشية estancias. لأنهم كانوا عمال يدويين، كان وضعهم الاجتماعي أقل من وضع الغاوتشو وملاك الأراضي والإداريين الأرجنتيني والتشيلي والأوروبي.
قبل عام 1902  م وبعده، عندما رُسمت الحدود، طردت الأرجنتين العديد من السكان الشيلويين من أراضيهم، حيث كانوا يخشون أن يشكل وجود عدد كبير من السكان التشيليين في الأرجنتين خطرًا على سيطرتهم المستقبلية. أسس هؤلاء العمال أول مستوطنة داخلية في تشيلي فيما يعرف الآن بمنطقة أيسن؛ بلماسيدا. بسبب نقص المراعي الجيدة على الجانب التشيلي المغطى بالغابات، قام المهاجرون بإحراق الغابة، مما تسبب في حرائق قد تستمر لأكثر من عامين.

## الاقتصاد

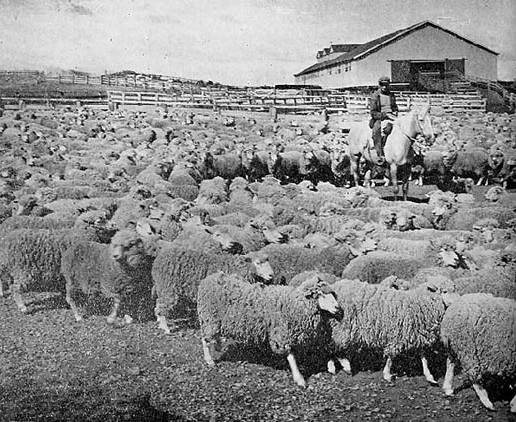
مزرعة تييرا ديل فويغو للأغنام، 1942: كانت النشاط الأساسي للمنطقة آنذاك، وقد طغى عليها تراجع سوق الصوف العالمي بقدر ما طغى عليها استخراج النفط والغاز.

كانت الأنشطة الاقتصادية الرئيسية للمنطقة هي التعدين وصيد الحيتان والماشية (ولا سيما الأغنام في جميع أنحاء) والزراعة (إنتاج القمح والفاكهة بالقرب من جبال الأنديز باتجاه الشمال)، والنفط بعد اكتشافه بالقرب من كومودورو ريفادافيا في عام 1907  م.
يعد إنتاج الطاقة أيضًا جزءًا مهمًا من الاقتصاد المحلي. خُطط للسكك الحديدية لتغطية بتغونية الأرجنتينية القارية لخدمة صناعات النفط والتعدين والزراعة والطاقة، وبُني خط يربط سان كارلوس دي باريلوتشي ببوينس آيرس. وبُنيت أجزاء من الخطوط الأخرى في الجنوب، ولكن الخطوط الوحيدة التي لا تزال قيد الاستخدام هي لا تروشيتا في آيسكيول، وقطار نهاية العالم في أوشوايا، وكلاهما من الخطوط التراثية، وخط بمدى قصير للقطار التاريخي من باريلوتشي إلى بيريتو مورينو.
تاريخيًا، كان قطع الأخشاب جزءًا مهمًا من الاقتصاد في جبال الأنديز والأرخبيل التي تغطيها الغابات الغربية. ودفع إلى استعمار مناطق بحيرتي ناهويل هوابي ولاكار في الأرجنتين وأرخبيل غويتيكاس في تشيلي.

### الماشية

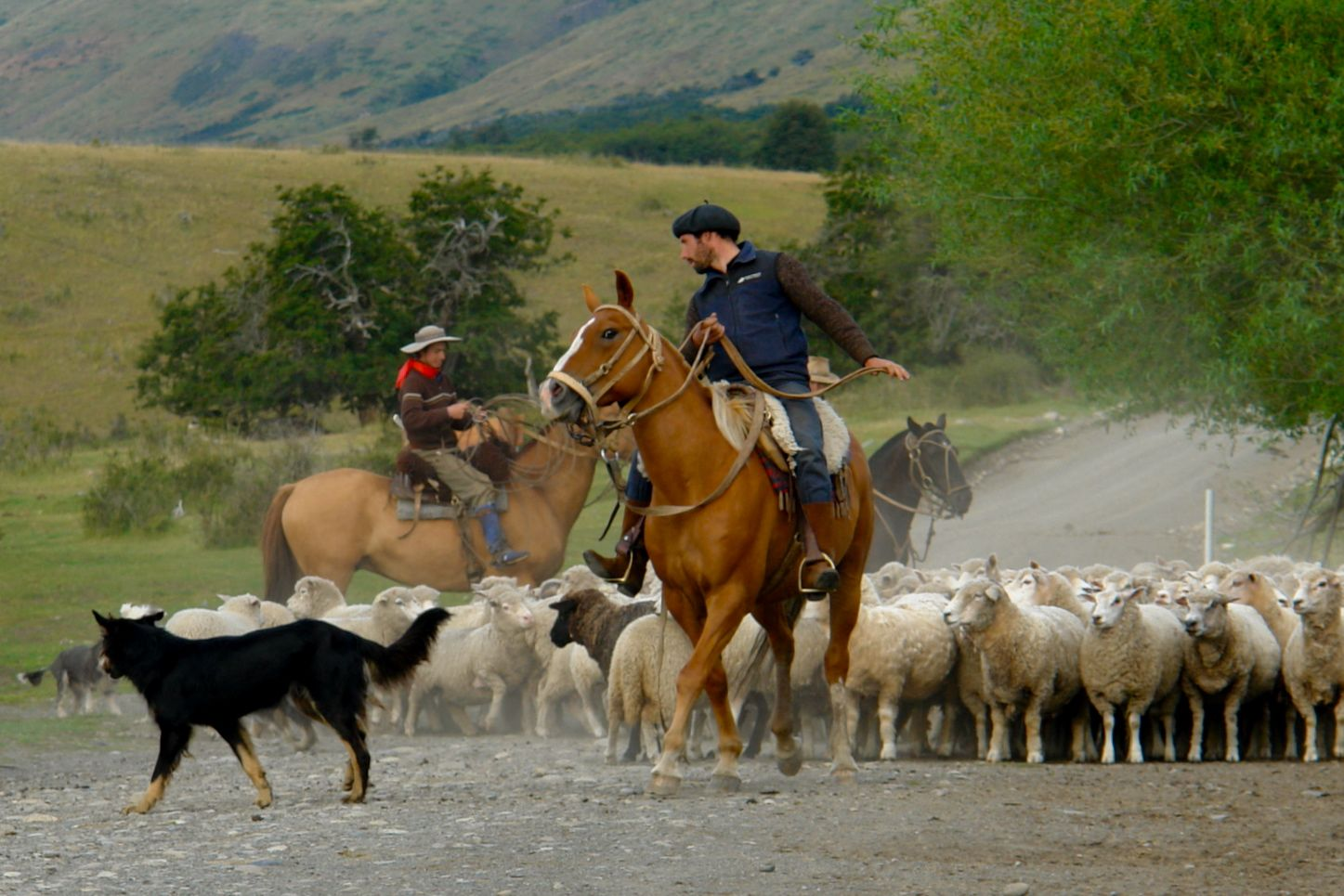
غاوتشو يجمع الأغنام في بتغونية

كانت تربية الأغنام التي أدخلت في أواخر القرن التاسع عشر نشاطًا اقتصاديًا رئيسيًا. بعد أن وصلت إلى ذروتها خلال الحرب العالمية الأولى، أثر الانخفاض في أسعار الصوف العالمية على تربية الأغنام في الأرجنتين. في الوقت الحاضر، يوجد حوالي نصف ما يقرب من 15 مليون رأس من الأغنام في الأرجنتين في بتغونية، وهي نسبة تتزايد مع اختفاء تربية الأغنام في البامبا الواقعة في الشمال. شاة تشوبوت (بشكل رئيسي ميرينو) هي أكبر منتج للصوف مع سانتا كروز (كوريديل وبعض ميرينو) في المرتبة الثانية. انتعشت تربية الأغنام في عام 2002  م مع انخفاض قيمة البيزو وزيادة الطلب العالمي على الصوف (بقيادة الصين والاتحاد الأوروبي). ومع ذلك، لا يوجد سوى القليل من الاستثمار في المسالخ الجديدة (بشكل رئيسي في كومودورو ريفادافيا وتريليو وريو جاليجوس)، وغالبًا ما تقلل قيود شهادة الصحة النباتية من تصدير لحوم الأغنام. ووفرت الوديان الممتدة في سلسلة جبال كوردييران أراضي رعي كافية، كما أن انخفاض الرطوبة والطقس في المنطقة الجنوبية يجعل تربية الأغنام ميرينو وكوريديل شائعة.
تشمل الماشية أيضًا أعدادًا صغيرة من الماشية، وبأعداد أقل، الخنازير والخيول. توفر تربية الأغنام عددًا صغيرًا ولكن مهمًا من الوظائف للمناطق الريفية مع القليل من الوظائف الأخرى.

### السياحة

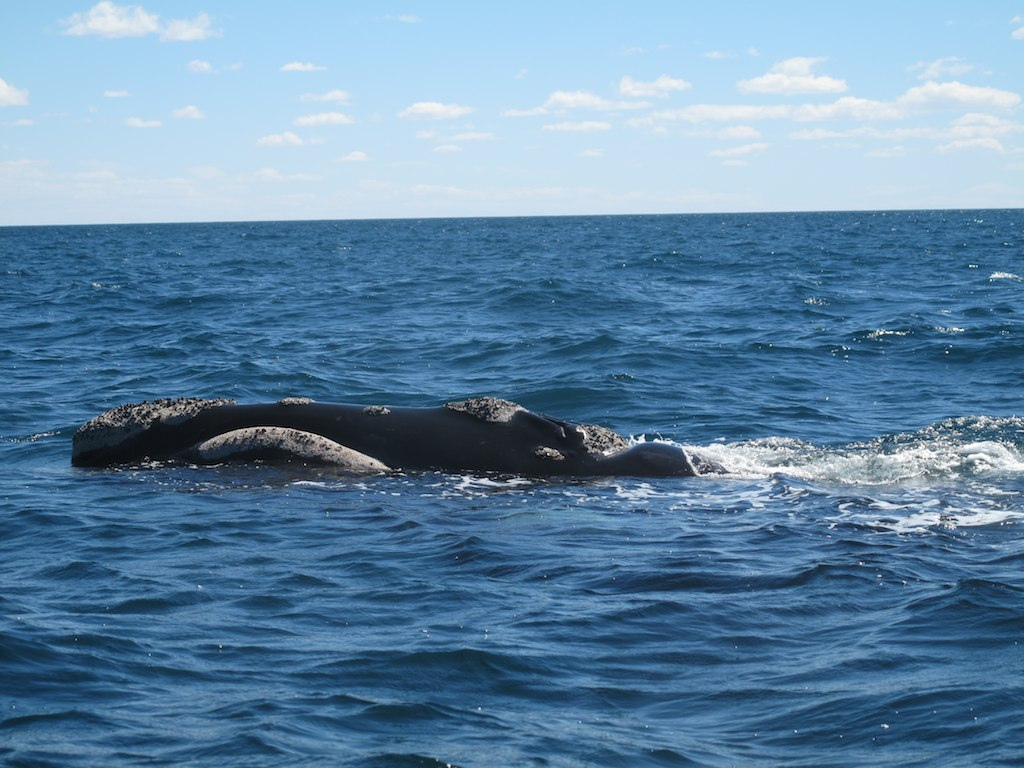
مشاهدة الحيتان قبالة شبه جزيرة فالديس

في النصف الثاني من القرن العشرين، أصبحت السياحة جزءًا أكثر أهمية من اقتصاد بتغونية. كانت المنطقة في الأصل وجهة للمتجولين بحقائب الظهر، وقد اجتذبت أعدادًا متزايدة من السياح رفيعي المكانة، وركاب الرحلات البحرية حول كايب هورن أو زيارة القارة القطبية الجنوبية، وصانعي المغامرات والأنشطة. تشمل مناطق الجذب السياحي الرئيسية نهر بيريتو مورينو الجليدي وشبه جزيرة فالديه ومنطقة البحيرة الأرجنتينية وأوشوايا وتيرا ديل فويغو (تعد المدينة أيضًا مكانًا سريعًا للسفر إلى القارة القطبية الجنوبية، مما يجذب المزيد من الزوار). أنشأت السياحة أسواقًا جديدة محليًا وللتصدير للحرف التقليدية مثل الحرف اليدوية مابوتشي ومنسوجات الغواناق والحلويات والمعلبات.
كان أحد الفوائد العرضية للسياحة المتزايدة هو شراء الأجانب لمساحات شاسعة، وفي كثير من الأحيان كان الشراء للحظوة وليس للزراعة. شمل المشترون سيلفستر ستالون وتيد تيرنر وكريستوفر لامبرت، وعلى الأخص لوسيانو بينيتون، أكبر مالك للأراضي في بتغونية. جلب كتابه "Compañia de Tierras Sud" تقنيات جديدة لصناعة تربية الأغنام المتعثرة ورعاية المتاحف والمرافق المجتمعية، لكنها كانت مثيرة للجدل خاصة بسبب معاملتها لمجتمعات المابوتشي المحلية.

### الطاقة

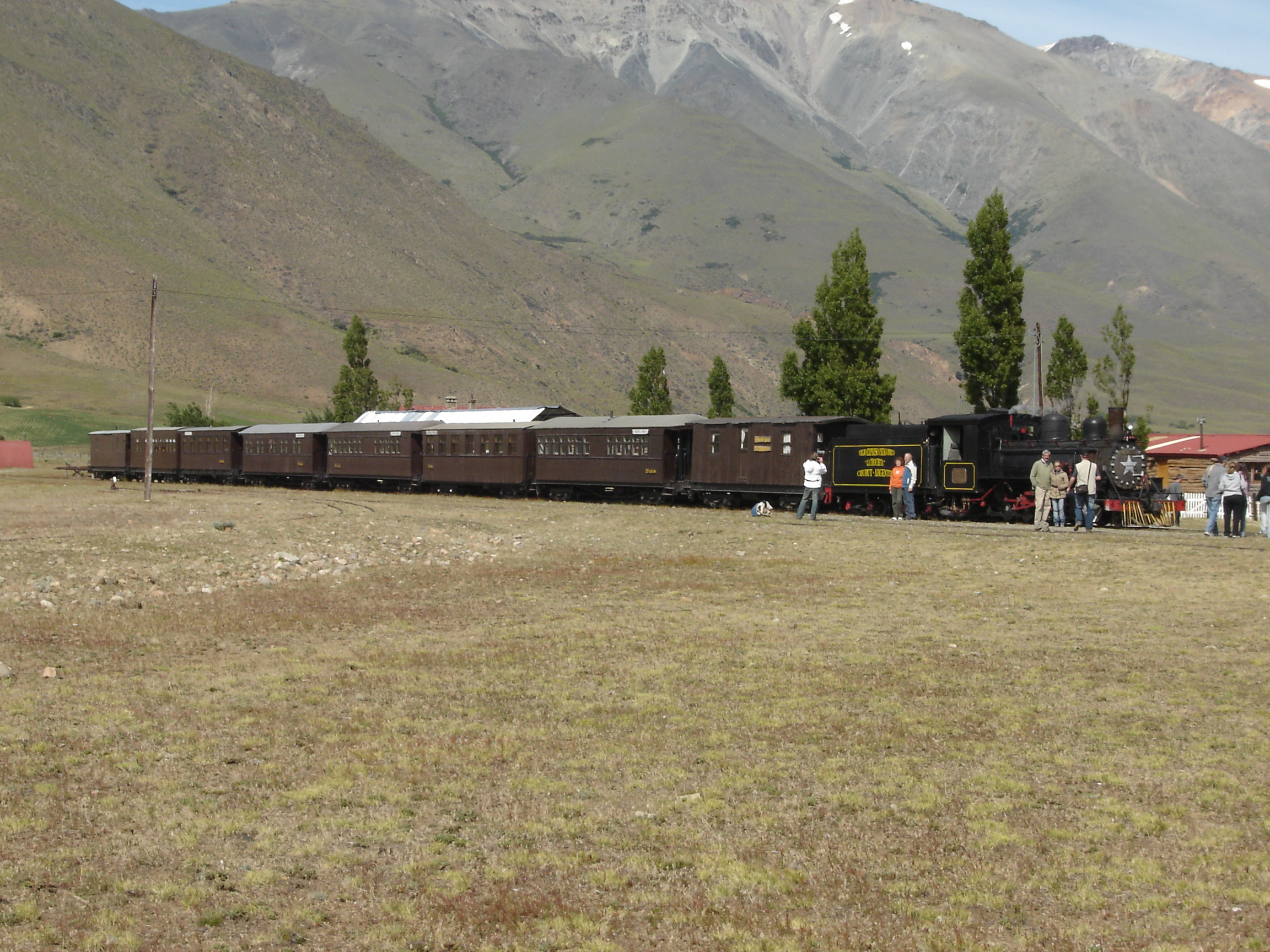
لا Trochita عن دورتها تشوبوت في المسار: سابقا وسائل النقل السريعة الوحيدة في المحافظة، لا Trochita الآن منطقة جذب سياحي.

بسبب ندرة هطول الأمطار في المناطق الزراعية، تمتلك بتغونية الأرجنتينية بالفعل العديد من السدود للري، وبعضها يُستخدم أيضًا للطاقة الكهرومائية. يُستخدم نهر ليماي لتوليد الطاقة الكهرومائية في خمسة سدود مبنية على مساره: أليكورا ويدرا ديل أغيلا وبيتشي بيكون لوفو وشكون وأرويتو. جنبا إلى جنب مع مجمع سيروس كولورادوس على نهر نيوكوين، يساهمون في أكثر من ربع إجمالي توليد الطاقة الكهرومائية في البلاد. يُستخرج الفحم في منطقة ريو توربيو ويستخدم لتوليد الكهرباء. صارت رياح بتغونية سيئة السمعة المصدر الرئيسي لطاقة الرياح في الأرجنتين، ووُضعت خطط لتحقيق زيادات كبيرة في توليد طاقة الرياح. لطالما كانت بتغونية المنطقة الرئيسية في الأرجنتين، والمنطقة الوحيدة في تشيلي، لإنتاج النفط والغاز التقليدي. لعب النفط والغاز دورًا مهمًا في صعود نيوكوين سيبوليتي كأكثر المناطق الحضرية اكتظاظًا بالسكان في بتغونية، وفي نمو مدينة كومودورو ريفادافيا وبونتا اريناس وريو غراند أيضًا. بدأ للتو تطوير احتياطيات النفط والغاز الهائلة غير التقليدية لحوض نيوكوين من خلال التكسير الهيدروليكي، لكن حقل واي بي إف - شيفرون لوما كامبانا في تشكيل Vaca Muerta هو بالفعل أكبر حقل منتِج للنفط الصخري خارج أمريكا الشمالية وفقًا لميغيل الرئيس التنفيذي السابق لشركة واي بي إف غالوسيو.

## المطبخ
المطبخ بتغونية الأرجنتينية يشبه إلى حد كبير مطبخ بوينس آيرس - اللحوم المشوية والمعكرونة - مع الاستخدام بكثرة المكونات المحلية واستخدام أقل لتلك المنتجات المستورة إلى المنطقة. يُعد لحم الضأن لحمًا باتاغونيًا تقليديًا، فهو يُشوى لعدة ساعات على نار مفتوحة. أفادت بعض الكتب الإرشادية أن هذا الطبق، وخاصة الغوانق وإدخال الغزلان والخنازير، يحظى بشعبية في مطبخ المطاعم. ومع ذلك، نظرًا لأن الغوانق حيوان محمي في كل من تشيلي والأرجنتين، فمن غير المرجح أن يظهر بشكل شائع كطبق في مطعم. سمك السلمون المرقط والسنتولا (سلطعون الملك) شائعان أيضًا، على الرغم من أن الإفراط في صيد السنتولا جعله نادرًا بشكل متزايد. لا تزال في المنطقة المحيطة بباريلوتشي تقاليد شهيرة لمطبخ جبال الألب، مع قضبان الشوكولاتة وحتى مطاعم الفوندو، وبيوت الشاي هي سمة من سمات المجتمعات الويلزية في جايمان وتريفلين، وكذلك في الجبال. منذ منتصف التسعينيات، حدث بعض النجاح في صناعة النبيذ في بتغونية الأرجنتين، وخاصة في نيوكوين.

## امتلاك الأجانب للأراضي
يمتلك المستثمرون الأجانب، بما في ذلك مجموعة بينيتون الإيطالية متعددة الجنسيات، وتيد تورنر، وجوزيف لويس والمحافظ دوجلاس تومبكينز، مساحات كبيرة من الأراضي. تسبب هذا الوضع في العديد من النزاعات مع السكان المحليين وحكومتي تشيلي والأرجنتين، على سبيل المثال، معارضة دوغلاس تومبكينز للطريق المخطط لكاريتيرا أوسترال في بومالين بارك. هناك فضيحة تختمر أيضًا حول عقارين مملوكين لتد تيرنر، الواقعين داخل حديقة ناهويل هوباي الوطنية. واجهت مجموعة بينيتون الإيطالية انتقادات من منظمات المابوتشي، بما في ذلك رابطة مابوتشي الدولية، بسبب شرائها أراضي المابوتشي التقليدية في بتغونية. طُردت عائلة كوريانكو ناهويلكير من أرضهم في عام 2002  م بعد مطالبة بينيتون بها، ولكن استعيدت الأرض في عام 2007  م.

## معرض صور

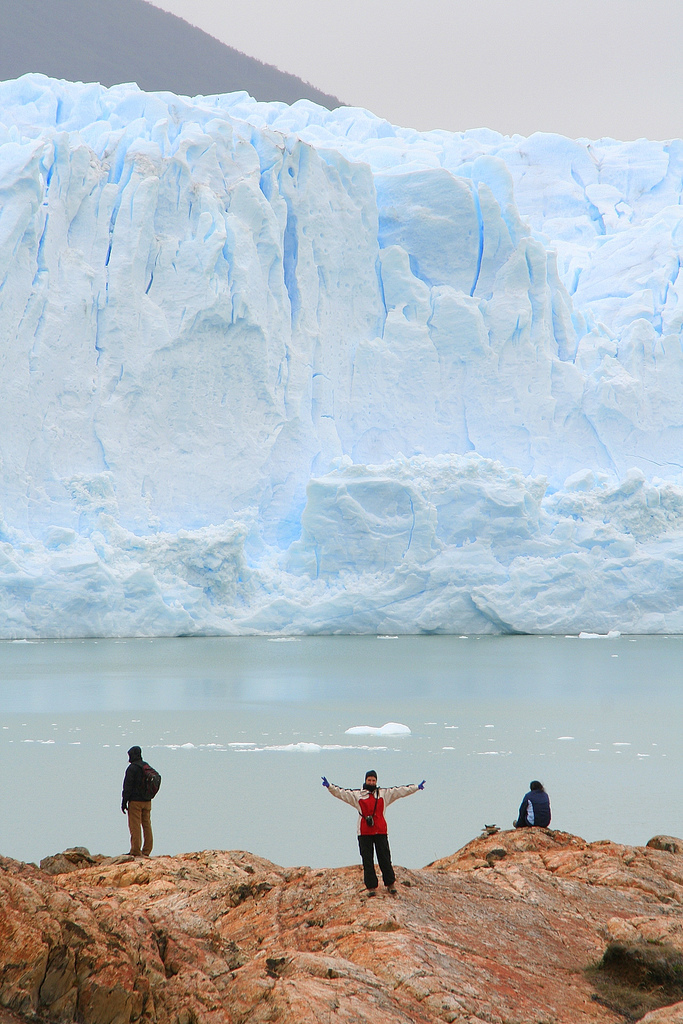
مثلجة بيريتو مورينو
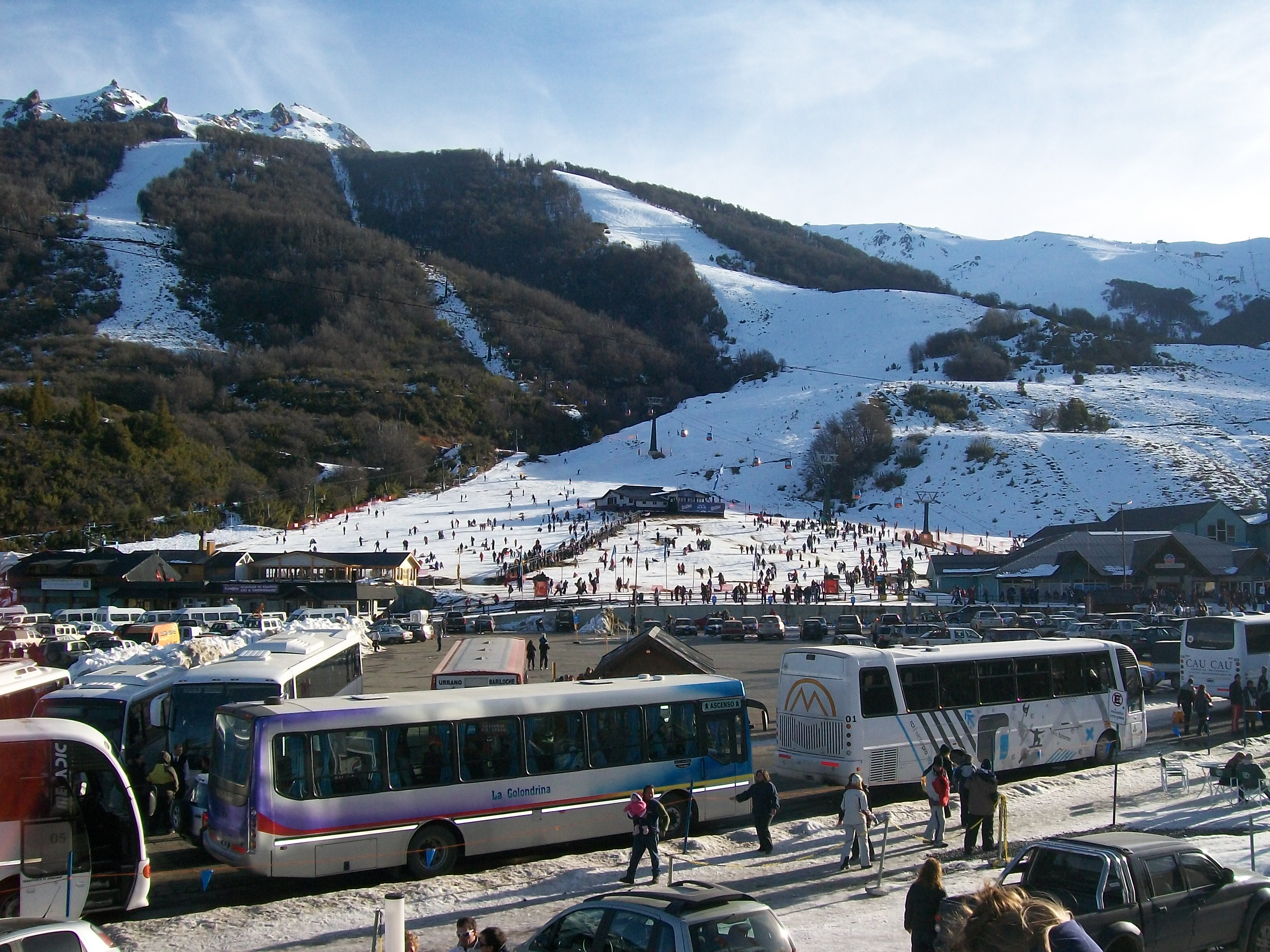
باريلوتشي
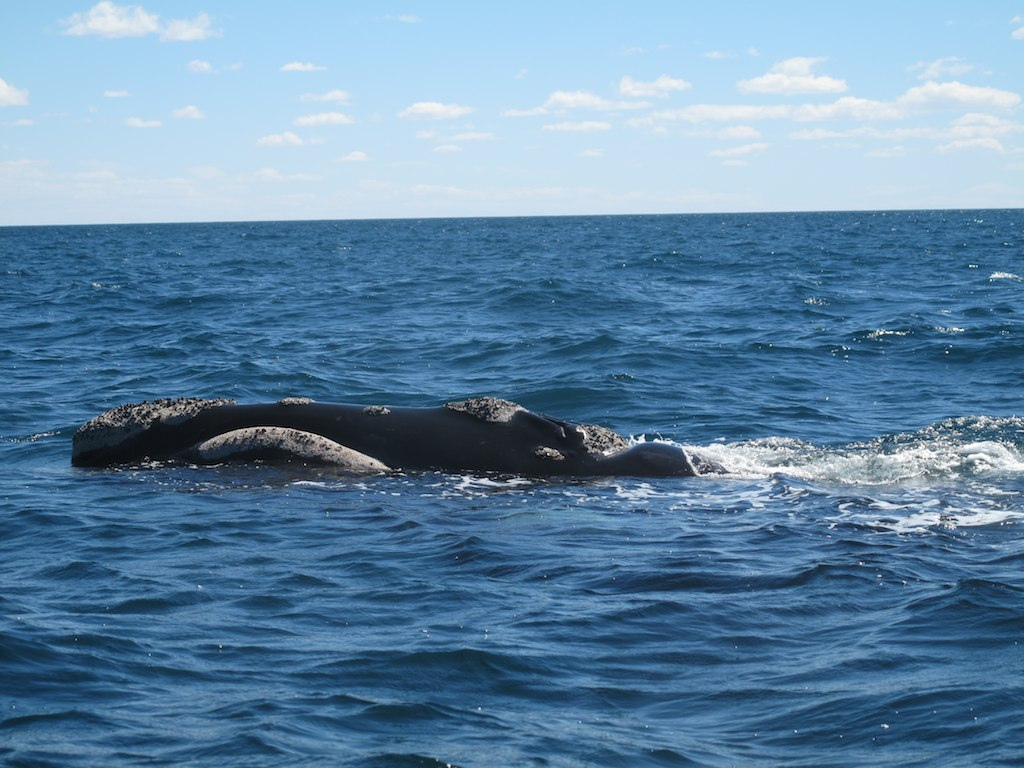
شبه جزيرة فالديه
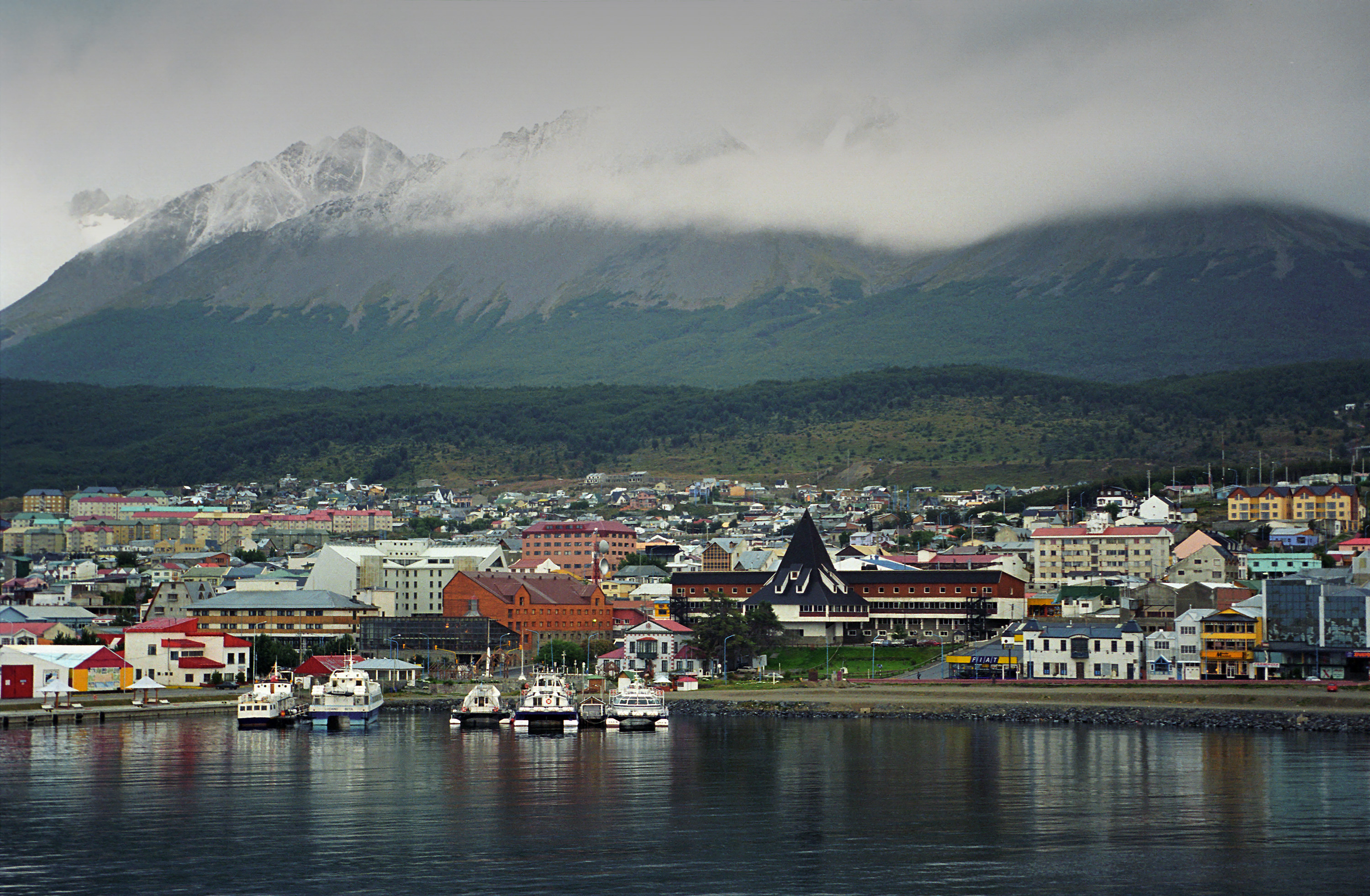
أوشويا
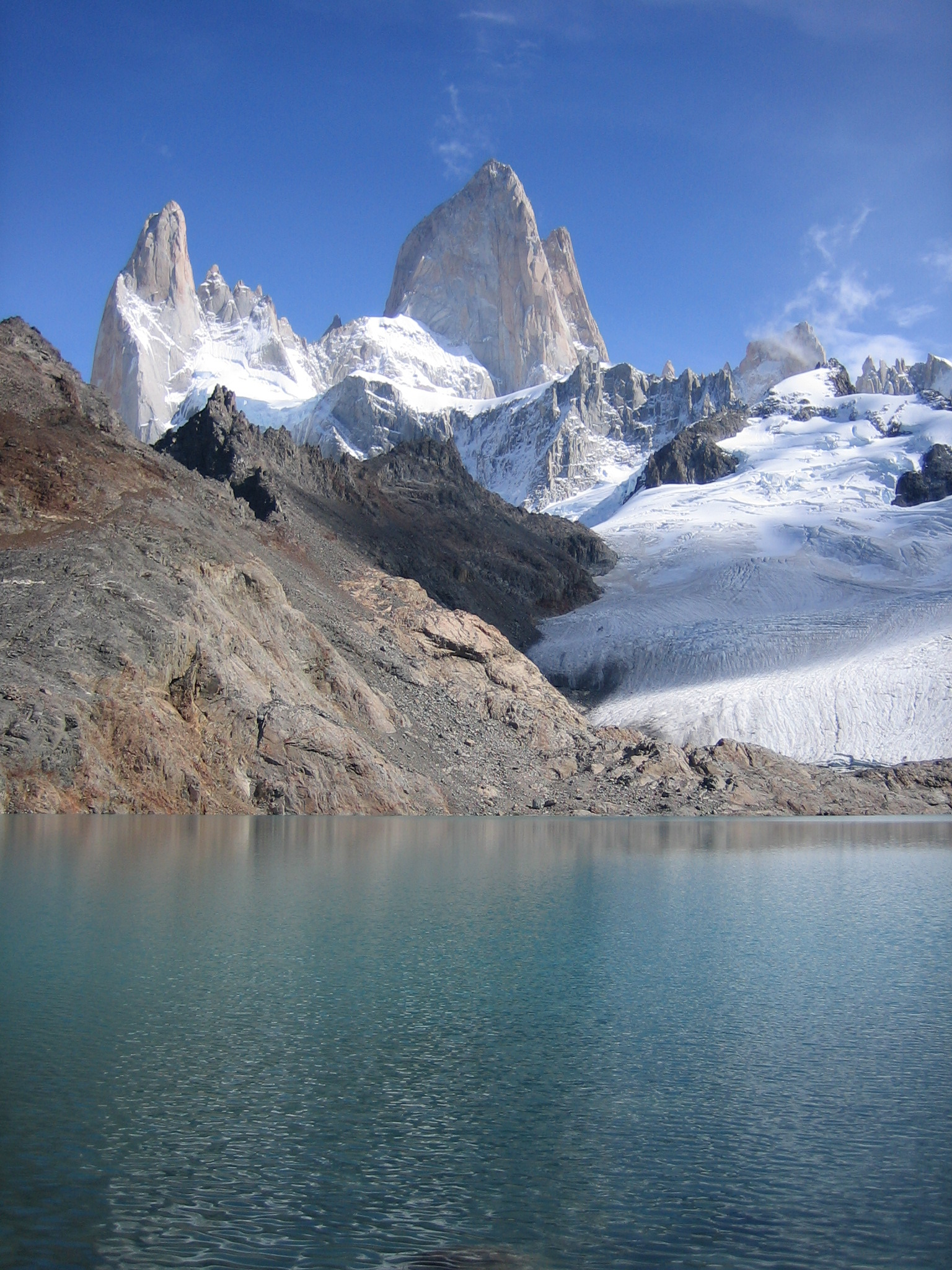
جبل فيز روي
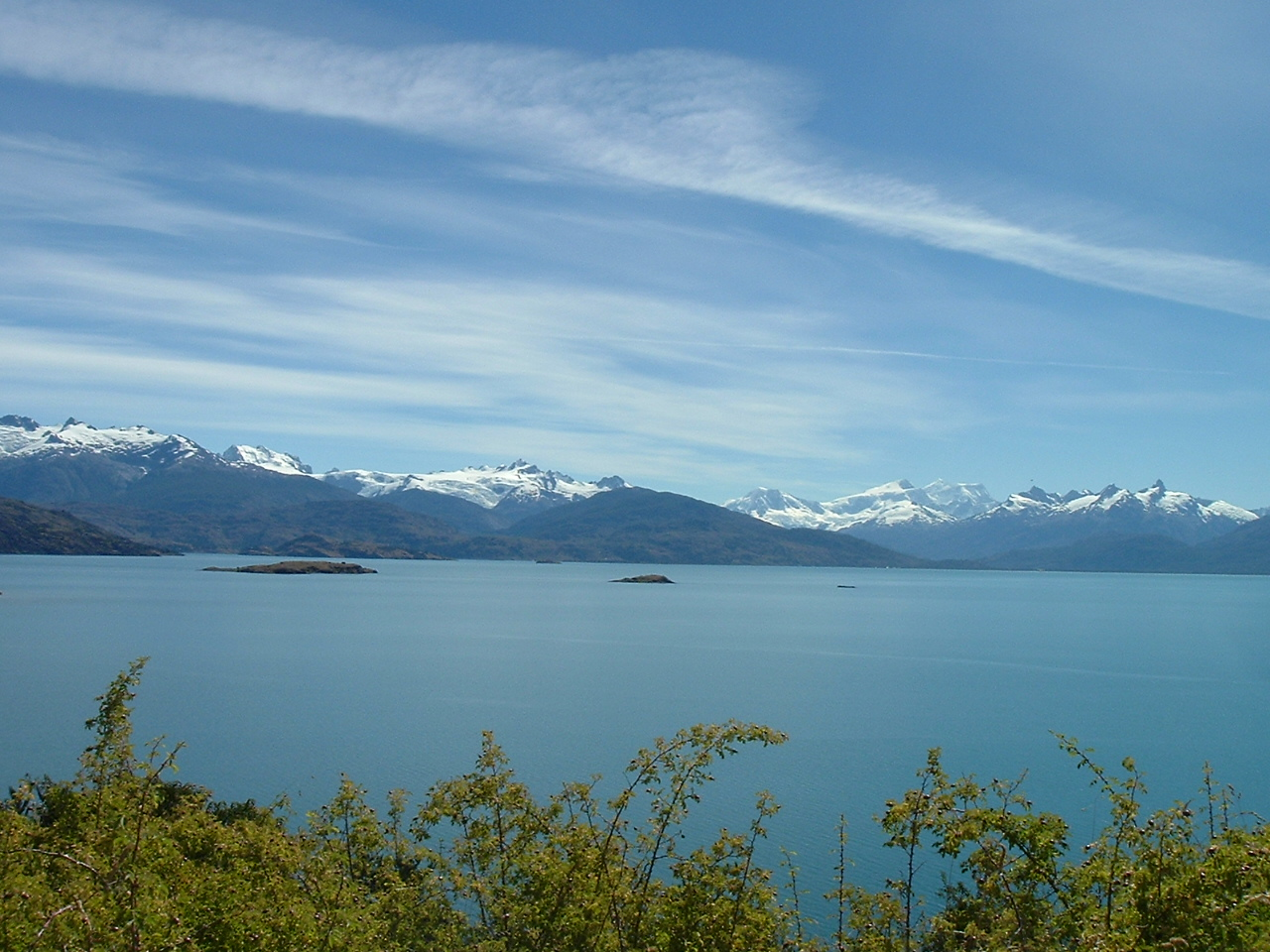
بحيرة الجنرال كاريرا, آيسن, شيلي
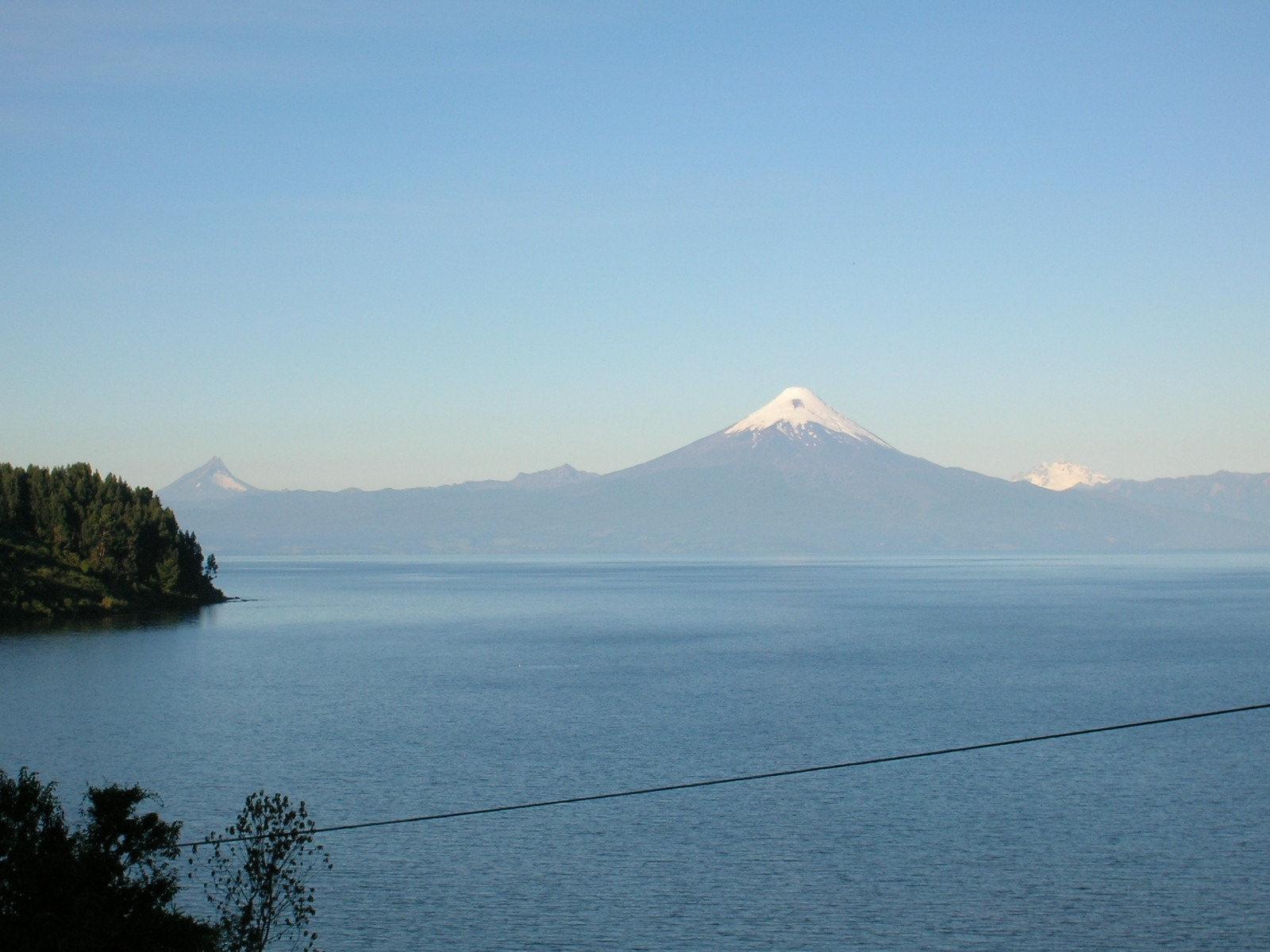
بحيرة يانكيوي وخلفها بركان أوزارنو.

## أعلام
- جوني مورغان
- وينسي كاساريس
- إلونيد مورغان

## روابط خارجية
- معرض للصور من بتغونية - تصوير جاكوب بولومسكي
- صور من بتغونية التشيلية (2008-2011) بواسطة خورخي أوزون
- معرض صور الطبيعة بتغونية: المناظر الطبيعية والنباتات والحيوانات من الأرجنتين وتشيلي
- مجلة باتاغون، مجلة عن بتغونية
- السكان الأصليون من بتغونية
- "Backpacking Patagonia" - سلسلة من المقالات حول التنزه الفردي في بتغونية

## الهوامش
- 1: التي كانت تتدفق من خلالها مياه بحيرة ناهويل هوابي، والتي تغذي الآن نهر ليماي.
- 2: تهجئة على Senguer في معظم الخرائط الأرجنتينية وداخل المنطقة المقابلة.
- 3: بعضها يمثل خطوطًا للتواصل القديم بين المحيطات
- 4: الهيكل العظمي في متحف تريليو للحفريات القديمة؛ أعلن موظفو المتحف أيضًا عن اكتشاف نوع من الديناصورات أكبر من أرجنتينوصور.[66]
- 5: باستثناء جبال الأنديز في شمال نيوكوين في الأرجنتين، حيث تسمح الظروف المشمسة والجافة للأشجار بالنمو حتى يصل ارتفاعها إلى 3000 متر.
- 6: على الرغم من أن الغطاء الثلجي نادرا ما يستمر لفترة طويلة جدا.
- 7: التي تقع على وجه الحصر تقريبًا في الأرجنتين.
- 8: نادرًا ما تصل أوشوايا إلى −10 °م (14 °ف)، لكنها تحوم حول 0 °م (32 °ف) لعدة أشهر، وقد يكون الثلج ثقيلًا.